# BMW Série 3 (E30)
Pour les articles homonymes, voir E30 et BMW Série 3.
Les véhicules de la deuxième génération de la Série 3 de BMW sont désignés par le code d'usine BMW E30. Le modèle Z1 roadster, dérivé de cette gamme, portait le même code d'usine.
L’E30 a été produite dans beaucoup plus de variantes que la précédente BMW E21, qui n'était proposée qu'avec deux portes. La deuxième Série 3 a été lancée fin 1982 et elle était également disponible en version quatre portes à partir de septembre 1983. À l'automne 1985 - 670 000 E30 ont déjà été vendues jusqu’en août 1985 - le cabriolet complet (sans arceau de sécurité) et la première M3 ont été présentés. La petite 324d est entrée dans la gamme BMW en 1985 en tant que deuxième voiture diesel de BMW, après le modèle diesel 524td de la Série 5 présenté en 1983. Pour le lifting majeur de septembre 1987, une variante break a suivi avec le nom Touring, qui avait déjà été utilisé pour le modèle à hayon de la BMW 02. Cette variante Break de la E30 a été conçue par un ingénieur BMW qui trouvait sa 323i E30 Berline trop petite pour lui et sa famille. Il a donc décidé de lui greffer un hayon et a proposé l’idée à BMW qui a adoré et a décidé de commercialiser le modèle sur base d’E30 serie 2, dès 1987.
La platform E30 a été fabriqué 2,34 millions de fois dans les usines de Munich et de Ratisbonne.
1,5 million pour la E30 gen 1.
600,000 pour la e30 gen 2 (E33S)

## Historique du modèle

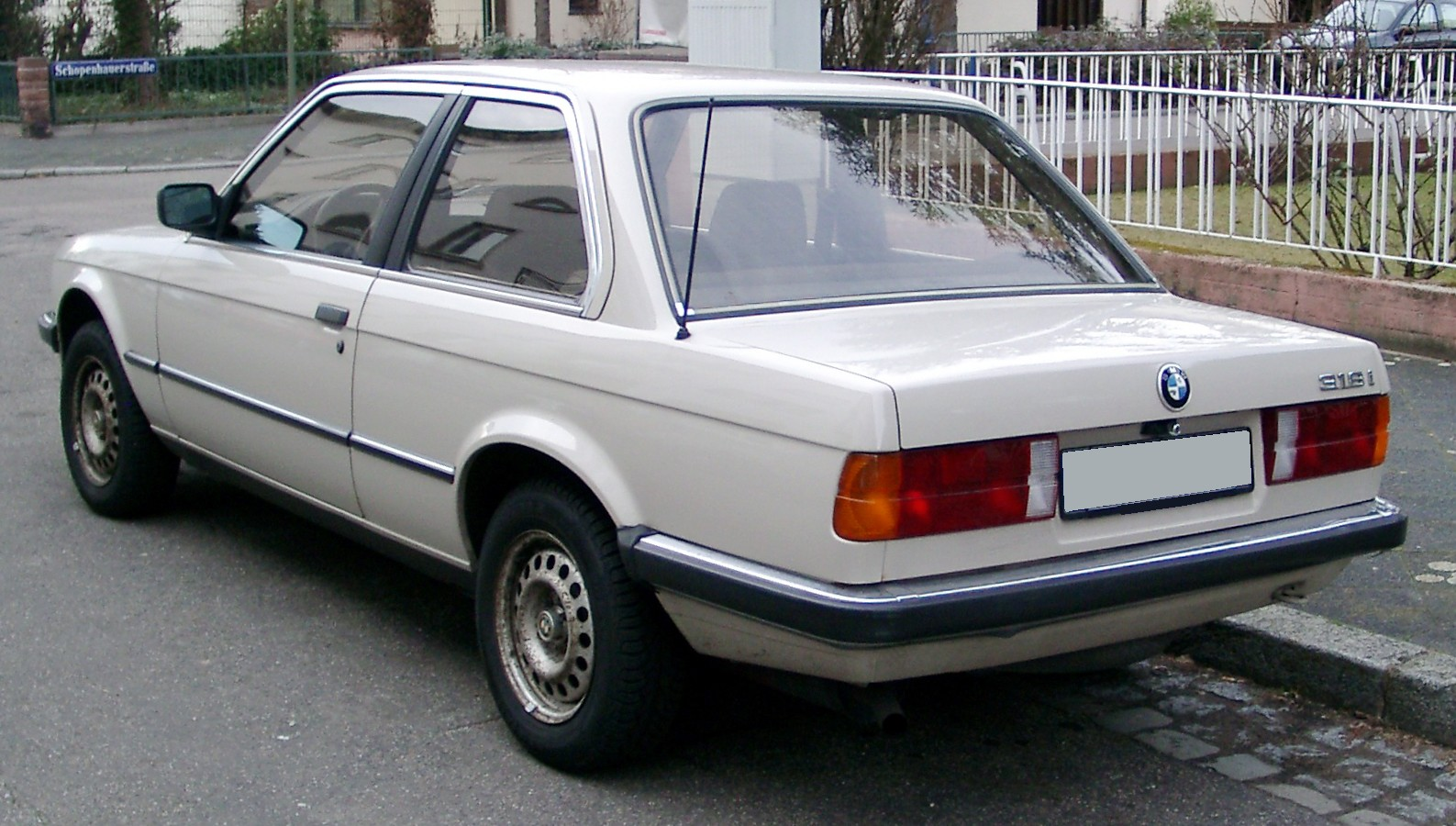
E30 de la première série

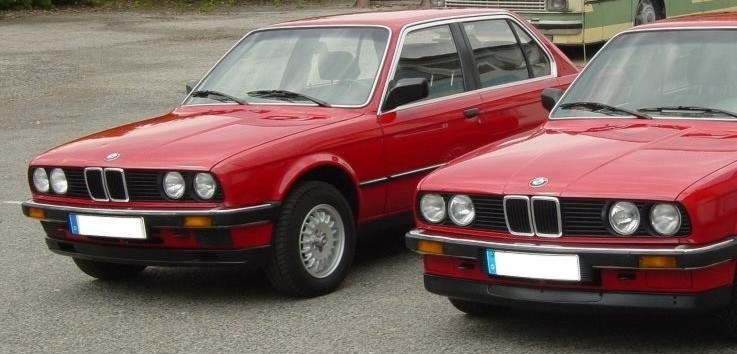
Comparaison des E30 berlines
(1982–1985 à gauche, 1985–1987 à droite)

En novembre 1982, la gamme E30 a remplacé les premières Série 3 E21. La conception de la première Série 3 vient de Paul Bracq, l’intérieur de l’E30 a été développé sous Claus Luthe. Le designer exécutif de l’extérieur était Boyke Boyer. La production (pas la livraison) des premiers modèles deux portes (323i) a commencé en décembre 1981, celle de la 320i à partir de janvier 1982 et celle des 316 et 318i à partir de mars 1982. Les berlines quatre portes ont été produites à partir de janvier 1983.
Le Baur TC 
cabriolet, qui était également basé sur l’E30, faisait partie de la gamme de modèles depuis début 1983 jusqu'à la fin de la production des berlines deux portes. En janvier 1986, la gamme a été élargie pour inclure le cabriolet avec un toit entièrement rétractable et sans arceau de sécurité, et en 1987, le break Touring a été lancé. La première génération de la BMW M3, qui est disponible depuis 1986 et a ensuite été utilisée avec succès en DTM, se caractérise par de faibles chiffres de vente.
Côté transmission, on est d'abord largement resté avec les motorisations connues de l’E21. Dans le cas des moteurs six cylindres, cependant, la préparation du mélange a été modifiée : le moteur L-Jetronic de Bosch était désormais disponible pour les variantes à six cylindres, comme la prédécesseuse, la 320 n'était disponible qu'avec un carburateur, la 323i avait un moteur K-Jetronic de Bosch. La 325e (e pour Eta), une variante à couple particulièrement élevé et relativement économique, a été introduite aux côtés de la BMW 525e E28. De plus, avec le développement de la 324d et de la 324td, qui étaient disponibles deux ans plus tard, un moteur Diesel avec ou sans turbocompresseur a été inclus dans la production pour la première fois dans l'histoire de BMW, parallèlement à celui de la BMW 524d/524td E28. Encouragé par le succès de la compétition, notamment Audi avec sa transmission quattro, BMW développa une transmission intégrale, qui sera ensuite utilisée pour la première fois dans l'histoire de l'entreprise sur un véhicule civil en 1985 avec la 325iX (en 1937 il y avait déjà la BMW 325 standard légère de type Wehrmacht, une BMW à traction intégrale).
Extérieurement, les modèles à quatre et six cylindres, ou les modèles d'une cylindrée de deux litres ou plus, ne pouvaient plus être distingués aussi clairement qu'avec l’E21 précédente, puisque toutes les E30 avaient désormais des doubles phares de série. La seule caractéristique distinctive, bien que peu perceptible, était la conception différente du silencieux arrière, qui était clairement visible sur les modèles jusqu'en 08/1987 en raison du tablier arrière plus petit. Les modèles avec les moteurs quatre cylindres M10 (316 de 66 kW, 316i de 75 kW, 318i de 75/77 kW) étaient équipés d'une section ronde avec une sortie, les modèles avec les moteurs six cylindres (320i de 92 kW, 323i, 325e de 90 kW) ont reçus une section ovale plus grande et également à une sortie. Jusqu'à la fin de la production, les moteurs six cylindres ultérieurs étaient équipés d’un système de taille identique mais à deux sorties. Avec l'utilisation des moteurs M40/M42, la seule différence qu’avec les variantes M20 était le système à une ou deux sorties avec des diamètres de tuyau différents, le silencieux arrière étant de taille presque identique.
À l'intérieur, les différences, en particulier avec les revêtements en tissu, étaient plus importantes, mais pas grandes. À l’inverse des panneaux de porte monobloc entièrement recouverts de simili cuir, les modèles à six cylindres en recevaient d'autres avec un insert en tissu ou en velours. En comparaison, les coussins de siège étaient plus élaborés et d'une qualité un peu supérieure. Les traversins de siège des modèles à six cylindres étaient recouverts de tissu en velours lisse et les panneaux centraux des sièges de tissu texturé, tandis que des tissus plus simples mais tout aussi de haute qualité ET avec un motif uniforme étaient utilisés pour les modèles à quatre cylindres. De plus, les modèles à 6 cylindres avaient de série un compte-tours avec une horloge numérique (plus tard une horloge analogique) dans la console centrale, ainsi que le "Check Control" au-dessus du rétroviseur intérieur. Intégré à la garniture du pavillon avec une lunette noire supplémentaire et des pare-soleil noirs plus petits, cette fonction était utilisée pour surveiller les fonctions électriques clés du véhicule et les niveaux de liquide.
La BMW E30 a été produite jusqu'en 1991 en tant que berline deux portes (quatre portes pour le marché ď Amérique du Nord et une partie des pays européens). La production du cabriolet a pris fin en Modèle:Date-1993. Le Touring est resté proposé comme dernière variante de la gamme E30 jusqu'en 1994.
En Afrique du Sud, Thaïlande, Indonésie, Chine et tous les pays du monde oriental et l'Europe de l'Est  la production des modèles sport deux portes et quatre portes standard à conduite à droite ne s'est terminée qu'en 1992.
Le modèle successeur présenté en septembre 1990 a reçu le code d'usine E36.

## Lifting

### 1985

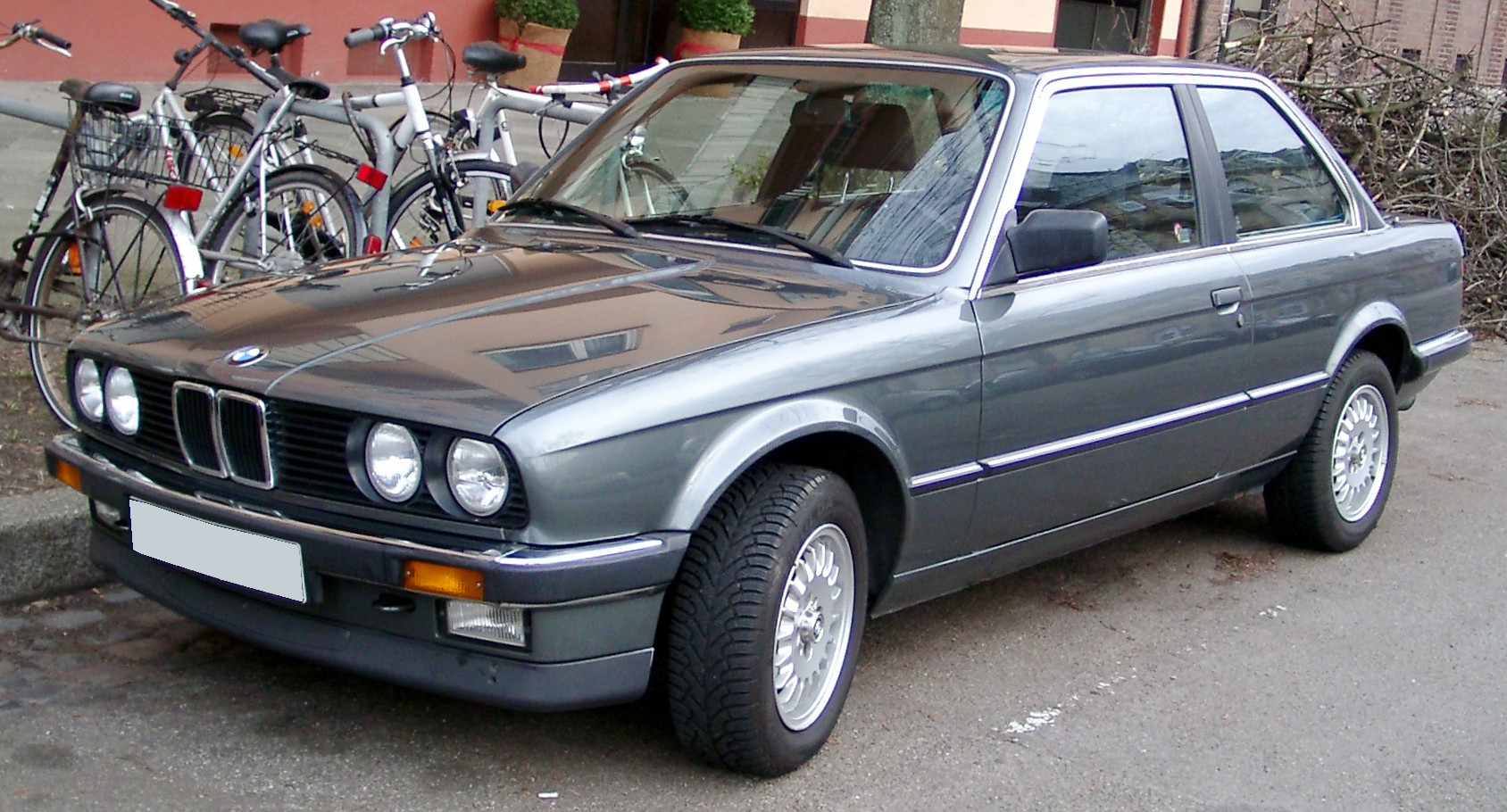
BMW 325e deux portes (1985–1987)

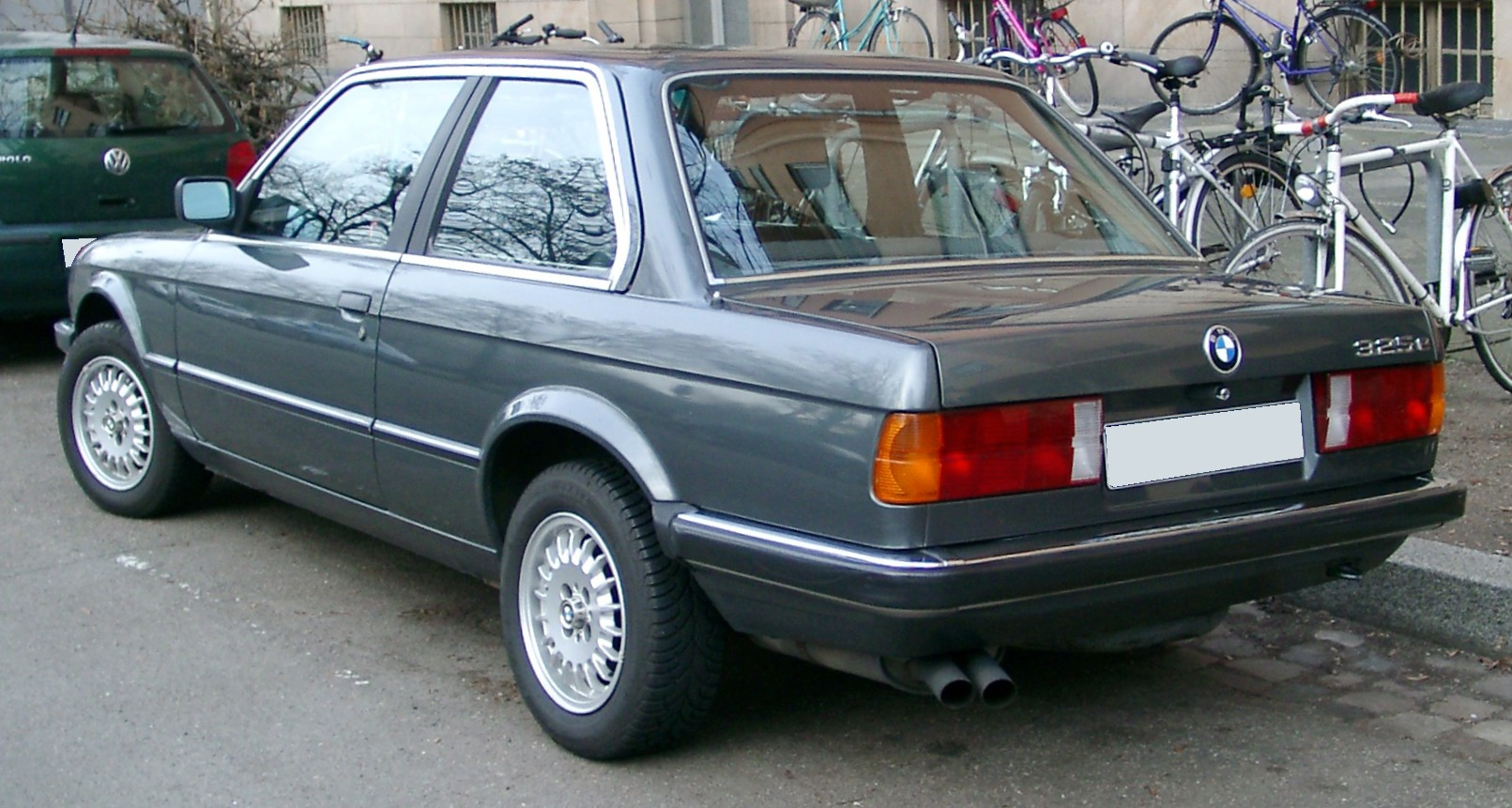
Vue arrière

Le premier lifting de la E30 a été fait en septembre 1985. L'innovation extérieure la plus évidente était la modification du tablier avant, qui était désormais réalisé en une seule pièce et vertical. Le becquet avant, qui se trouvait en bas avec une forme qui allait légèrement dans le sens de la marche, a finalement été tiré plus loin sous le moteur avec une courbe douce. Les pneus 195/60R14 ont été remplacés par un format plus grand, 195/65R14. La protection anti-gravillons qui est désormais appliquée sur toute la longueur du panneau arrière sous le pare-chocs, auparavant elle se trouvait uniquement derrière les passages de roue droite et gauche, juste au-dessus de l'articulation de la carrosserie entre le panneau arrière et le panneau latéral, est relativement discrète. Des tissus d'ameublement modifiés ont trouvé leur chemin à l'intérieur, la différence entre ceux des modèles à moteurs quatre cylindres et ceux des modèles à moteurs six cylindres était maintenant plus petite, il ne s'agissait que des centres de siège avec des motifs différents, le velours lisse était désormais toujours utilisé à l'intérieur. De plus, le revêtement en tissu "Pepita" a été introduit, qui était disponible pour toutes les variantes. Les différences sur les panneaux de porte sont restées. Les guides de ceinture à l'arrière sont également l’un des changements le plus frappant. La ceinture sous-abdominale avec le support pour les boucles de ceinture était maintenant installée du mauvais côté. La plage arrière a été adaptée pour la banquette arrière, légèrement modifiée dans la partie supérieure, ainsi que pour les ceintures de sécurité à trois points désormais plates. Ces changements à l'intérieur sont restés jusqu'à la fin de la production des berlines.

### 1987

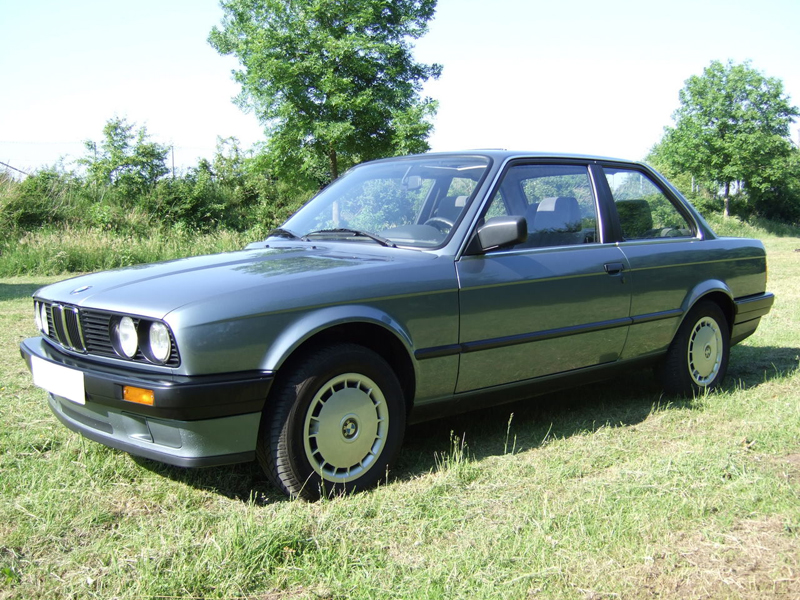
BMW E30 deux portes (1987–1991)

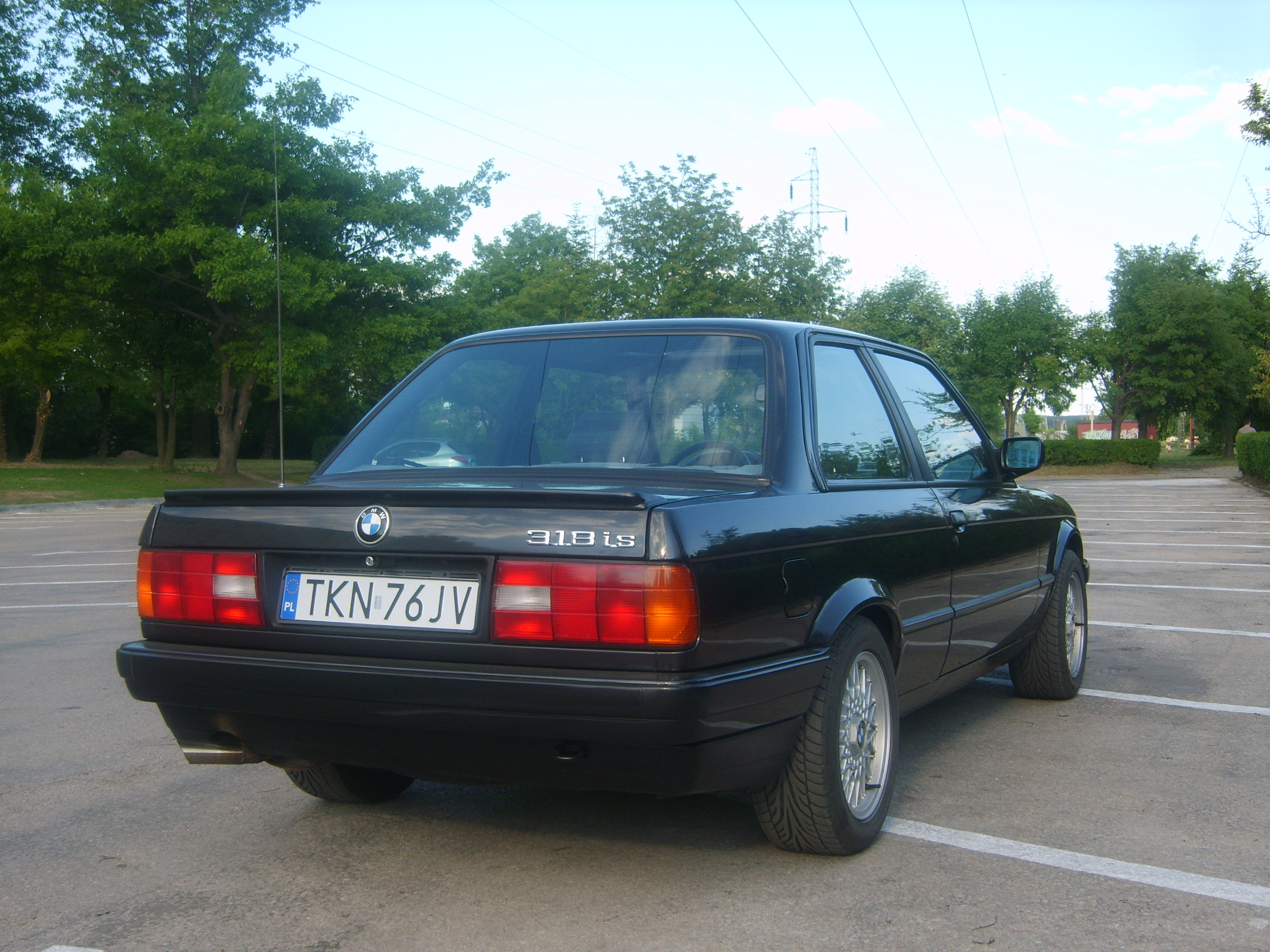
BMW 318is deux portes (1989–1991)

En septembre 1987, BMW a procédé une deuxième génération de la platform appelée E30 gen 2 qui était un Un développement et une modernisation majeurs et radicaux de la première generatio E30 gen 1 des berlines deux et quatre portes présentée par BMW au Salon automobile de Frankfurt en septembre 1987 pour l'année modèle 1988 appelée E30 gen 2 
Ainsi, la platforme entière est devenu connue sous le nom de E30, bien que la deuxième génération soit connue sous le nom de E33S.
E33S pour
renforcer la position sur le marché et attirer une nouvelle catégorie de clients autres que ceux qui connaissent la première génération.  . , le cabriolet n'a reçu la E30 (lifting externe gen/serie 2 )qu'en 1990, alors que la M3 a continué d’être construite en tant que variante de pré-lifting dans toutes les variantes jusqu'à la fin de la production en 1991, sauf pour les phares, qui ont été convertis à la technologie des lentilles en même temps que le lifting du cabriolet. De plus, le break Touring était initialement proposé en tant que 320i et 325i, tandis que le modèle 325e a été abandonné.
Les changements les plus évidents ont été un tablier avant redessiné, entièrement redessiné l'arrière de la voiture ainsi que l'avant, la rendant plus grande pour suivre le rythme des années 1990, les modèles BMW ont également commencé à devenir plus modernes, plus beaux et plus larges à partir de ce modèle, ils ont remplacé les moteurs à chaîne par des moteurs à courroie modernes plus performances, l'élargissement des ailes arrière vu le changement de la carrosserie , Les côtés de la voiture étaient certainement différents, c'est pourquoi la barre sur les bords des côtés a été redessinée de manière moderne et sans chrome. Le chrome a été retiré autour des vitres latérales de la voiture, en particulier à l'avant et à l'arrière, de sorte que certaines voitures sont restées avec une fine ligne de chrome sur les vitres latérales, tandis que d'autres des versions shawdowline totalement dépourvue de chrome et les vitres sont teintées "green glass", les pare-chocs chromés ont cédé la place a des pare-chocs en plastique de couleur anthracite désormais plus volumineux, qui pouvaient également être peints couleur carrosserie sur demande (cela faisait partie de l'équipement de série sur la version "Shadow-Line", voir ci-dessous, sinon cela était en supplément sur demande spéciale), les inserts de pare-chocs restant généralement noirs. Les pare-chocs résistent désormais sans dommage à des impacts allant jusqu'à 4 km/h. Leurs supports, appelés caissons d'impact en raison de leur fonction d'amortissement, protègent le châssis du véhicule des déformations à des vitesses allant jusqu'à 15 km/h. Les garnitures chromées, par exemple sur les parebrises avant et arrière ainsi qu'autour des vitres de porte (autour de la lunette arrière et des portes latérales sur les modèles deux portes), ont cédé la place à des pièces en plastique noir ou à des profilés en aluminium revêtus de noir. Les bandes latérales étaient désormais d'une seule pièce et sans bande chromée.
La calandre est devenue plus épaisse et en plastique et non en fer comme la première série
Les ailes avant semblent plus gonflées, avec des ailes améliorées et de conception relativement plus large. 
La qualité du fer a été modifiée afin qu'il devienne plus résistant à la rouille et soit recouvert de matériaux en plastique pour résister à la rouille. 
Les feux arrière ont été agrandis, tout comme la jupe arrière. Les nouveaux phares DE comportaient des triples réflecteurs ellipsoïdaux. La découpe pour les roues arrière a été réduite et a reçu la forme qui été trouvée sur le cabriolet depuis le début de sa production. Le volume du réservoir est passé de 55 l à 64 l (uniquement pour les berlines à moteurs 6 cylindres) ou à 62 l (pour le cabriolet d'usine et la 318i Executive Edition). Depuis le lifting, tous les moteurs essence sont équipés de série d'un convertisseur catalytique régulé.

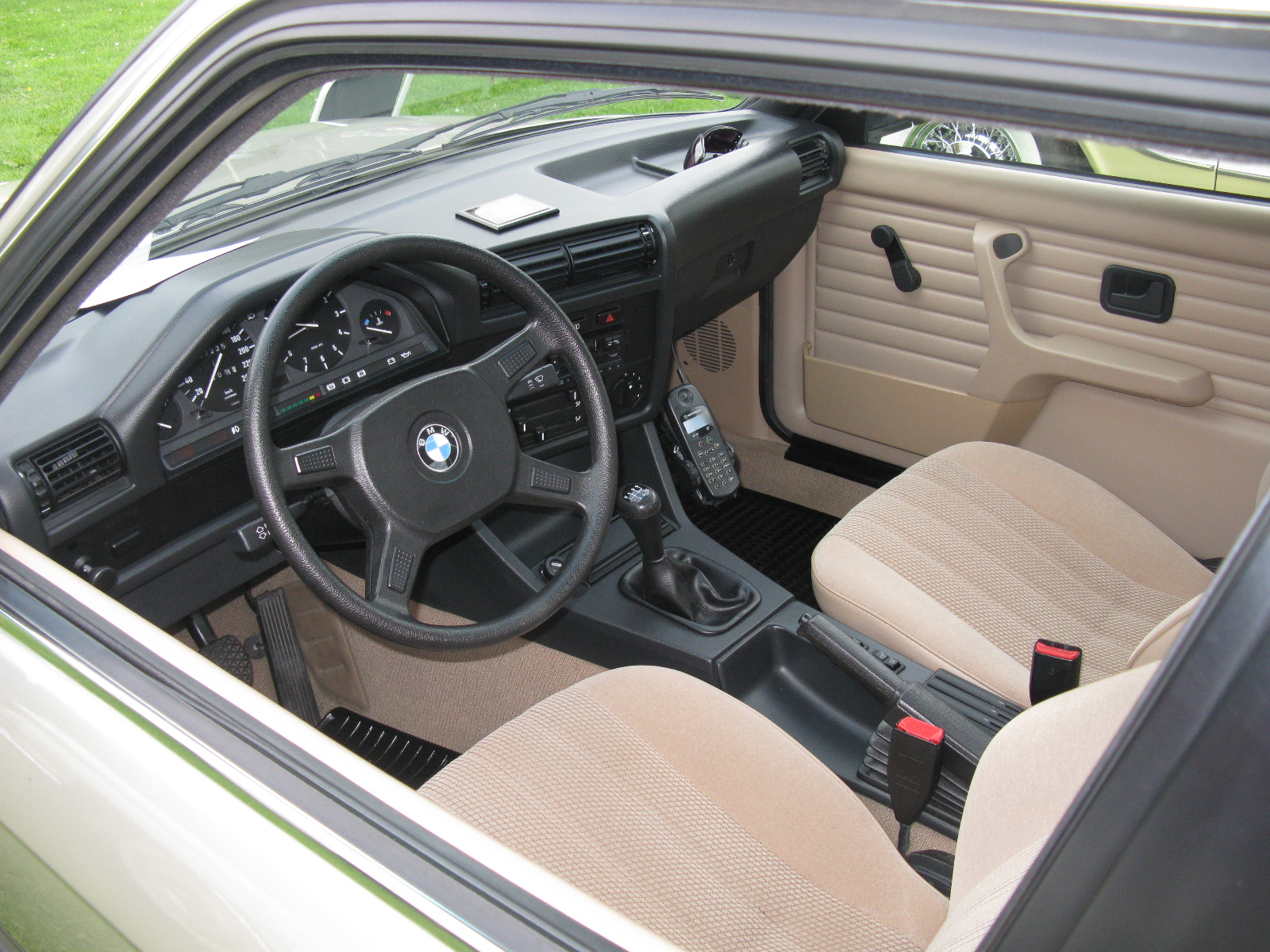
Intérieur d’une 316i (après 1987)

L'intérieur est resté en grande partie inchangé, le type de revêtement des sièges a été conservé, seules les couleurs ont changé dans leurs nuances et leurs désignations. De nouveaux tissus d'ameublement et de nouvelles peintures intérieure et extérieure, qui différaient de ceux de la série précédente, ont été proposés pour divers "modèles Edition" (Executive Edition pour les 318i-325i berlines, Last Edition pour la 325i berline/cabriolet, Design Edition pour la 318i cabriolet et les 316i/318i Touring) et pour promouvoir les ventes jusqu'à la fin de la production selon la variante de carrosserie concernée. Des combinaisons spéciales de tissus/couleurs étaient à nouveau disponibles pour les M3 et 318is. La sélection d'équipements spéciaux a été élargie.
Pour les modèles d'exportation destinés au marché américain, aucun lifting n'a été initialement effectué. En 1988, elles ont également reçu de nouveaux pare-chocs raccourcis, mais ceux-ci étaient chromés. En 1989, des pare-chocs en plastique ont également été introduits ici.

## Variantes de carrosserie

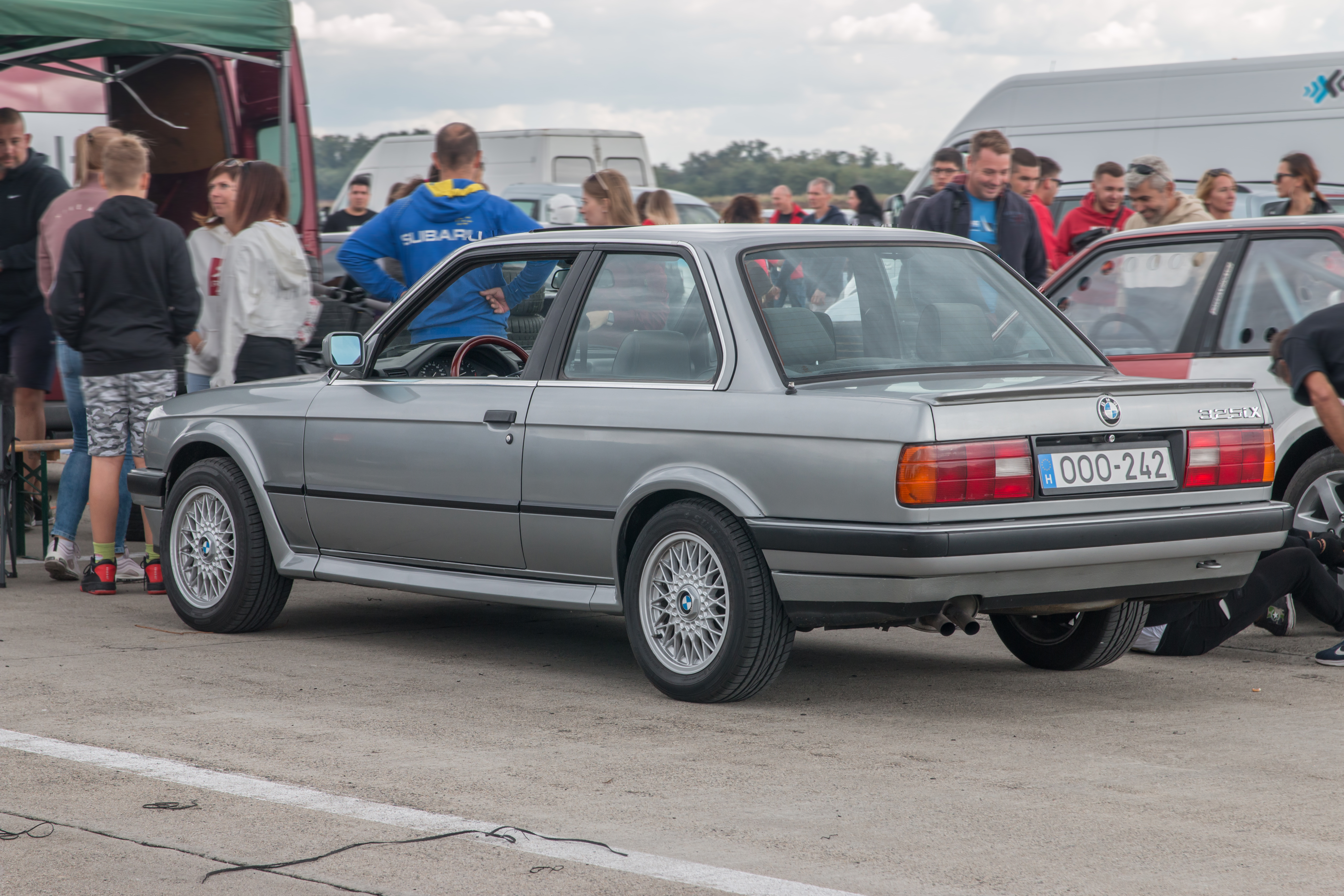
BMW 325iX E30 berline deux portes

### Baur Topcabriolet

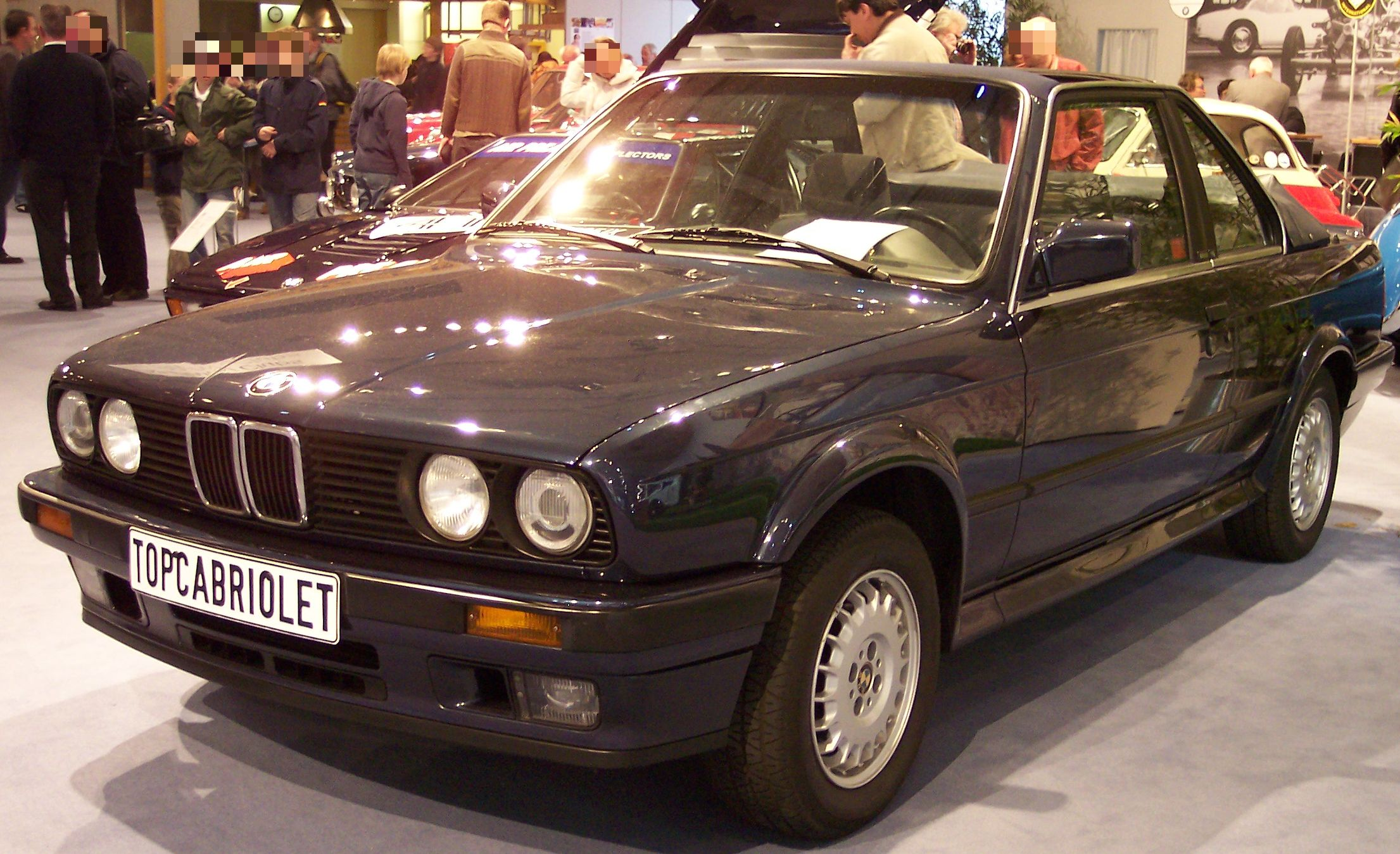
BMW 325ix Baur Topcabriolet

À partir de début 1983, un petit nombre de BMW E30, exclusivement en tant que modèle deux portes, ont été converties en cabriolet par la société Baur de Stuttgart et vendues par le réseau des concessionnaires BMW. Tous les moteurs essence pouvaient être sélectionnés. Cependant, la BMW E30 Baur TC n'était pas un cabriolet complet (par rapport à ses prédécesseurs, la BMW E21 Baur TC ou la BMW 02 Baur TC). Les cadres des vitres latérales et un arceau de sécurité sont restés. La section du toit au-dessus des sièges avant pouvait être ouverte comme un toit targa, la zone du toit à l’arrière pouvait être ouverte comme sur un landaulet. En 1988, Baur a créé un cabriolet haut de gamme basée sur la berline quatre portes. Le véhicule, qui n'a jamais été officiellement présenté, a été exposé pendant plusieurs années dans la propre exposition de véhicules de l'entreprise, il appartient maintenant à un collectionneur privé de BMW.

### Cabriolet

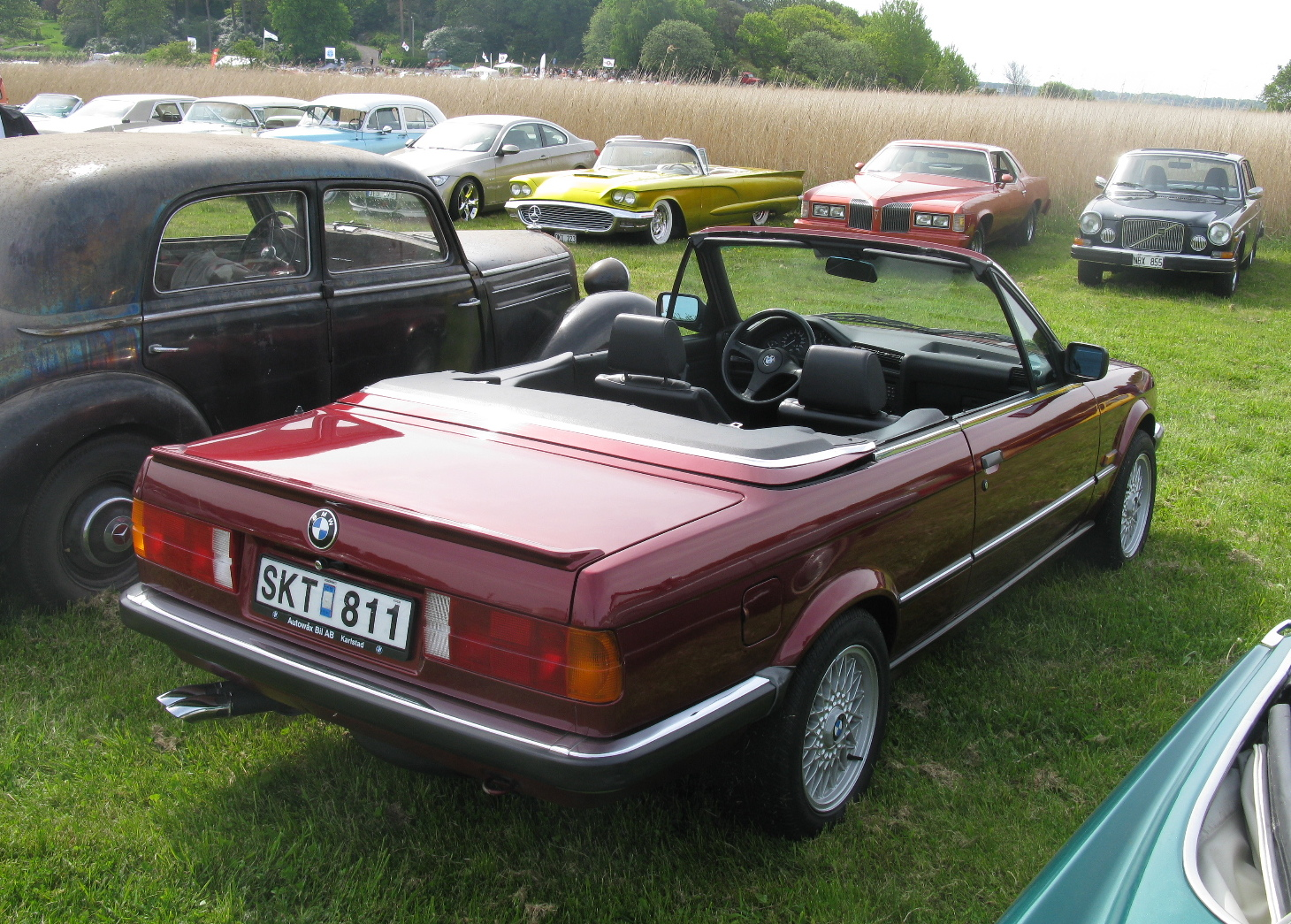
E30 cabriolet avant le lifting, ouvert

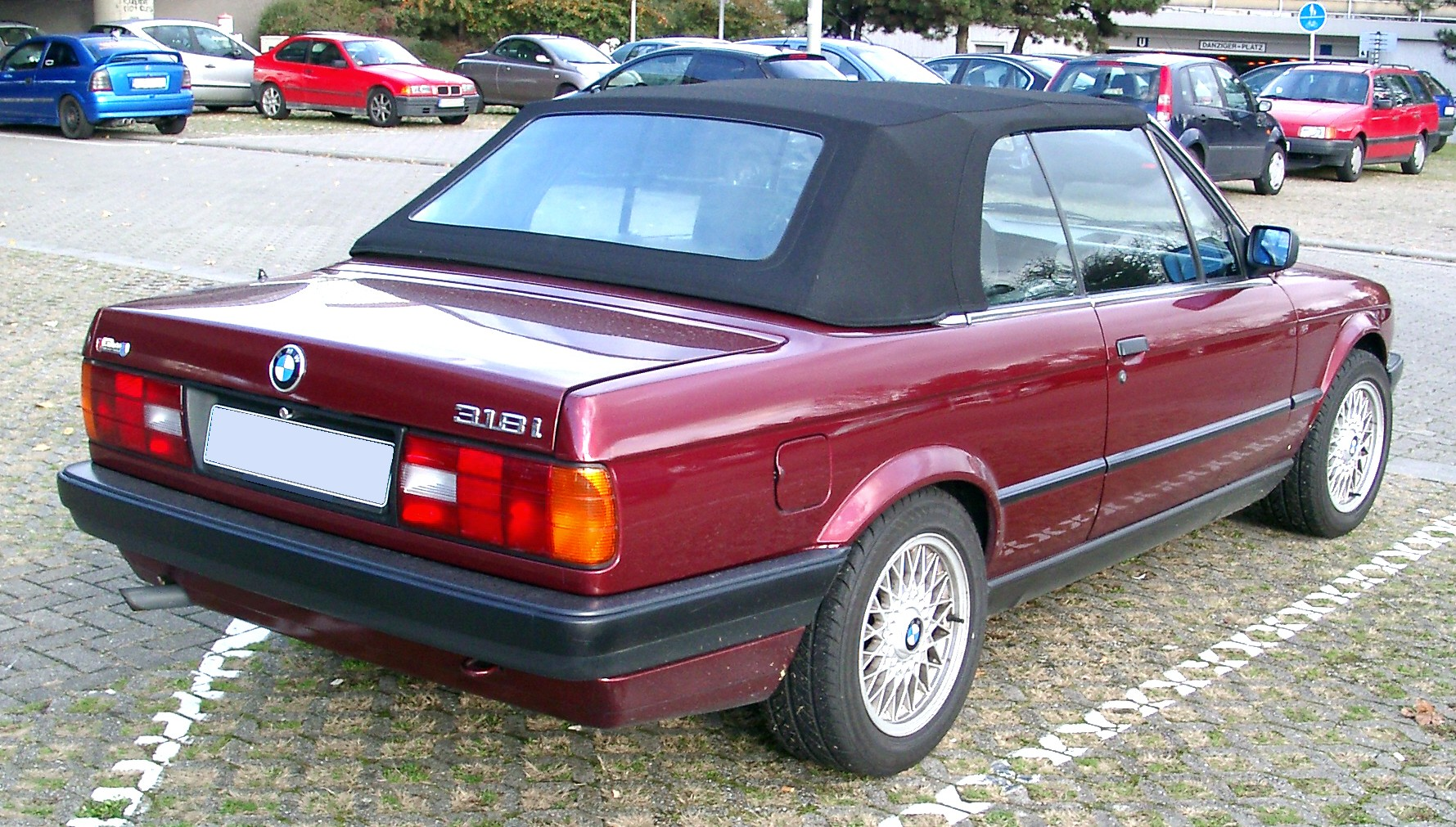
BMW E30 cabriolet (1990–1994)

Après 15 ans sans cabriolet dans la gamme de modèles BMW, la BMW 325i cabriolet a été présentée au Salon de l'automobile de Francfort en 1985. La 320i (à partir de 1987) et la 318i (avec le lifting du modèle de 91) complètent le bas de gamme des cabriolets.
En septembre 1988, la M3 cabriolet est apparue, dont seulement 786 unités ont été construites entre juin 1988 et juin 1991. Aux États-Unis, la 318i cabriolet était livrée avec le moteur M42 à quatre soupapes (période de construction de juillet 1990 à décembre 1992). Afin de rendre le cabriolet résistant à la torsion, la carrosserie, les bas de caisse et l'encadrement des vitres ont été renforcés. Cela a augmenté le poids du véhicule ouvert d'environ 125 kg par rapport à son homologue fermé. Si vous le souhaitiez, la capote pouvait ensuite être abaissée électriquement (dans la gamme M3) (initialement électro-hydrauliquement et plus tard par un moteur électrique) et disparaître sous un volet supérieur plat. Un modèle à toit rigide recouvert de vinyle de BMW et un modèle à toit rigide de Wiesmann pouvant être peint couleur carrosserie étaient également disponibles.
À partir du lifting d'automne 1990, dans le cas des variantes à six cylindres à partir de la 320i, les pare-chocs et les rétroviseurs extérieurs étaient peints couleur carrosserie.

### M3
Article principal : BMW M3
La BMW M3 a d'abord servi de véhicule de base pour l'homologation dans le Groupe A et est devenue l'une des voitures de course de tourisme les plus performantes de tous les temps, par exemple en DTM. Le véhicule a été développé et produit par BMW M GmbH, une filiale de BMW.
La BMW M3 était disponible en berline deux portes et en cabriolet. L'empattement a été raccourci de 5 mm par rapport aux autres versions. Pour les deux variantes, la carrosserie a des ailes évasées pour le châssis élargi et amélioré avec un système de freinage plus grand et des moyeux à 5 trous au lieu des moyeux à 4 trous, uniquement sur la berline, il y a une lunette arrière qui comprend une fixation plate et verticale et un couvercle de coffre surélevé en plastique avec un becquet. Les changements de la carrosserie correspondaient à l'air du temps et se traduisaient par une amélioration de l'aérodynamisme comme raison principale, en particulier pour la berline. Le moteur utilisé était un moteur quatre cylindres à quatre soupapes dérivés du bloc moteur M10 de BMW et avec la culasse du moteur six cylindres M88 de BMW utilisé à l'origine dans la BMW M1, dit S14 (avec 2 302 cm3 et 143-158 kW (195-220 ch), plus tard 2 453 cm3 et 175 kW (238 ch) dans la Sport Evolution 2). Le concept de ce moteur vient de Paul Rosche, également connu sous le nom de "Nocken-Paule", qui n'a été à l'origine transféré au développement des arbres à cames qu'en raison d'un manque de personnel. Le moteur à haut régime délivrait initialement 147 kW (200 ch) sans catalyseur et ensuite 143 kW (195 ch) à partir de 1987 avec un catalyseur. En tant que voiture de course de tourisme dans le DTM à cette époque, elle pouvait même délivrée jusqu'à 276 kW (375 ch).
Dans les modèles d'exportation pour le marché italien, ce moteur a été réduit à deux litres en raison des lois fiscales locales, la M3 était proposée en tant que 320is avec un moteur de 141 kW (192 ch) et avec la carrosserie normale de l’E30, donc sans les modifications spécifiques au châssis de la M3. La BMW 320is a été construite environ 3 600 fois, dont environ 1 100 ont été construites en tant que berlines 4 portes, qui pouvaient être équipées, en option, du pack M-technology 2.

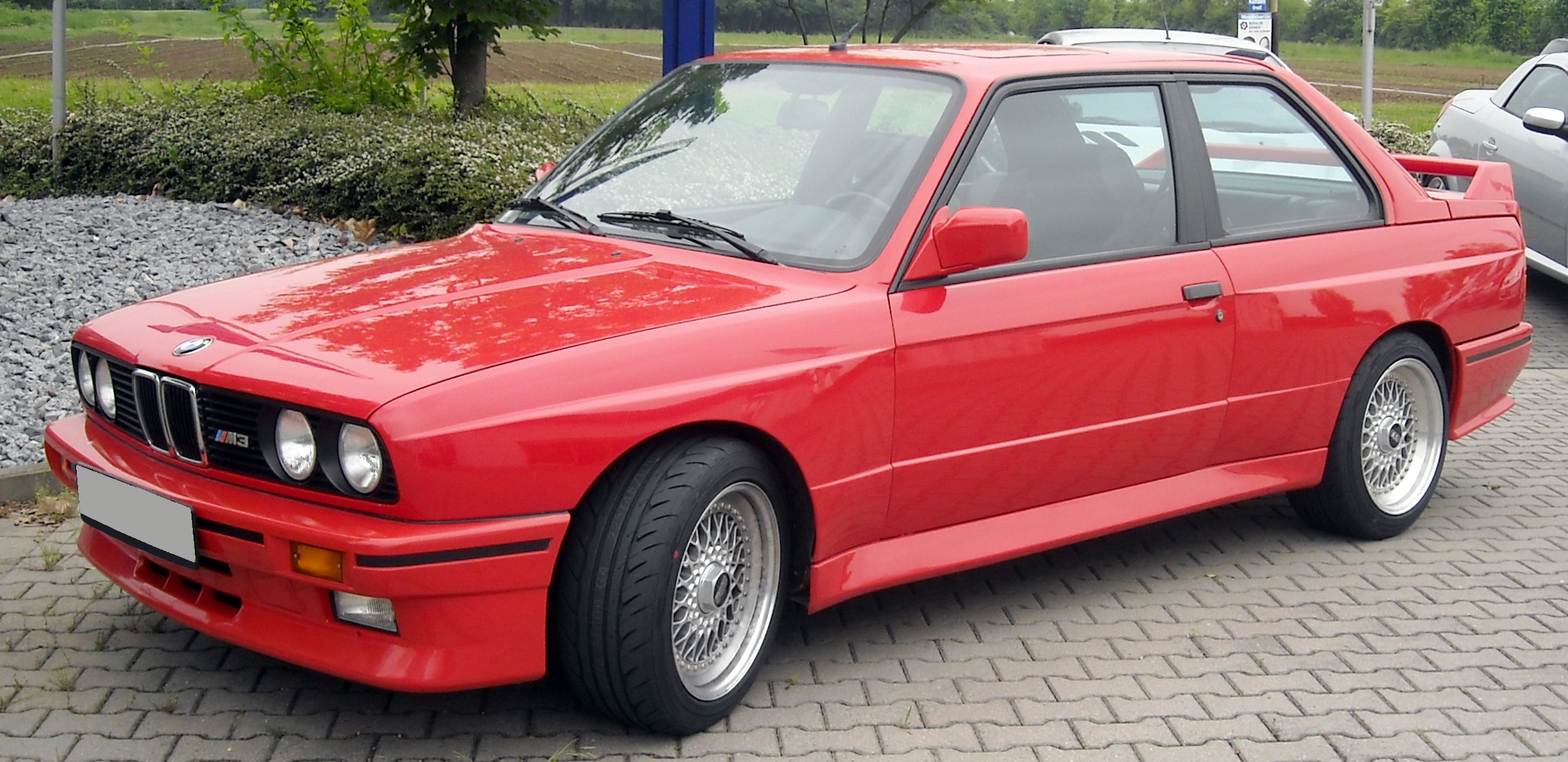
BMW M3
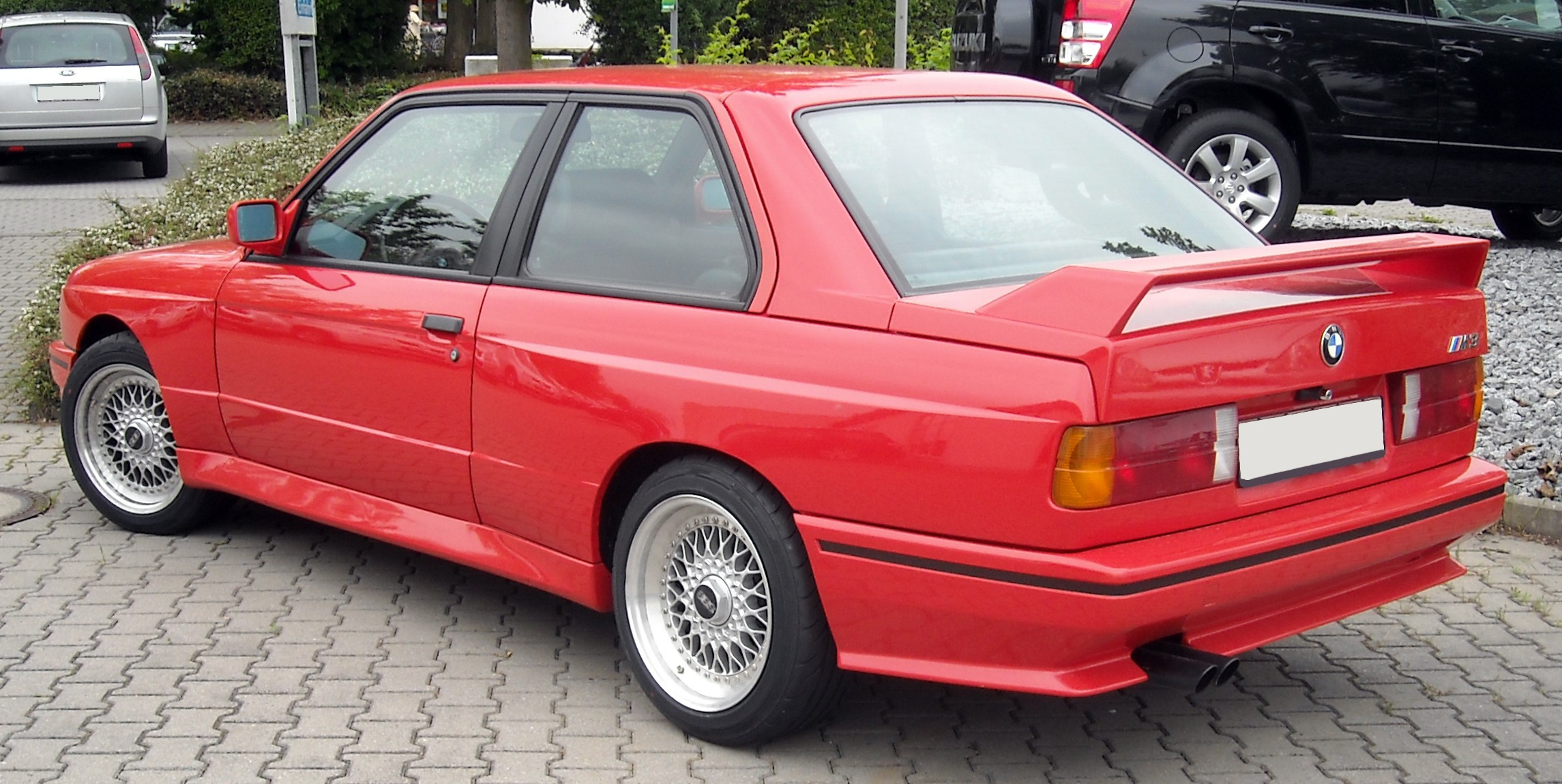
Vue arrière avec l'aile arrière saisissante
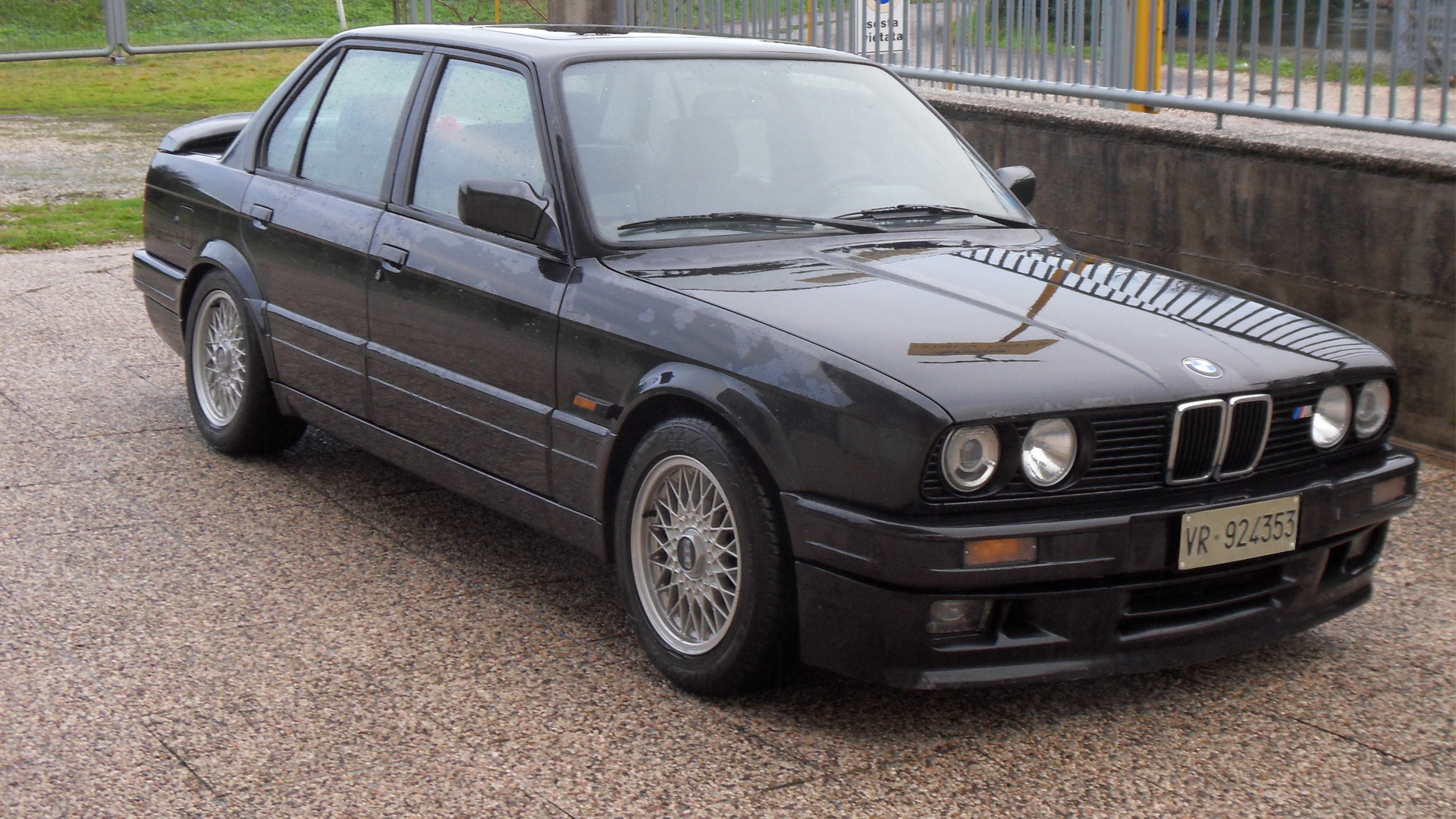
BMW 320is quatre portes (1990)
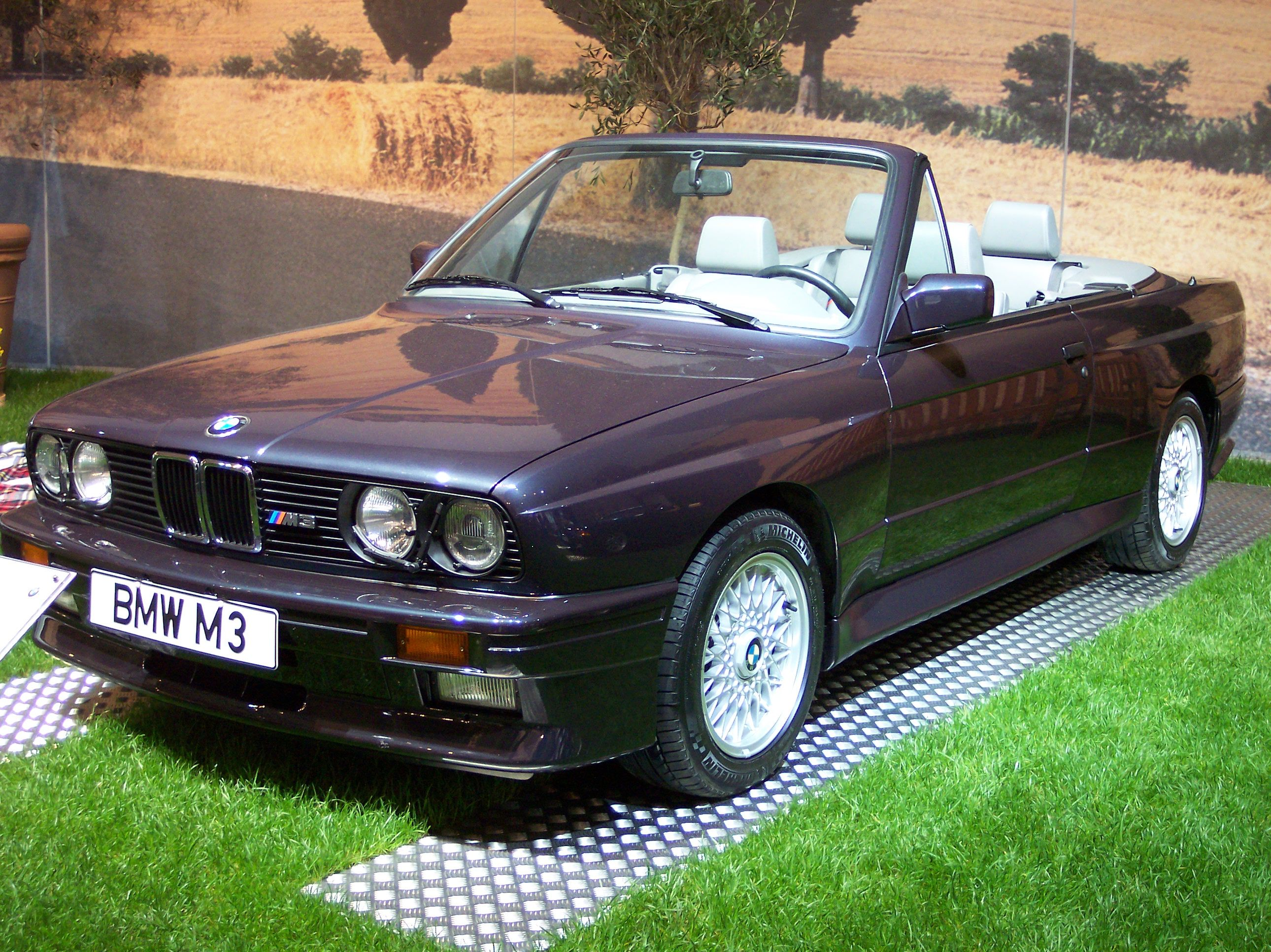
BMW M3 cabriolet (1991)
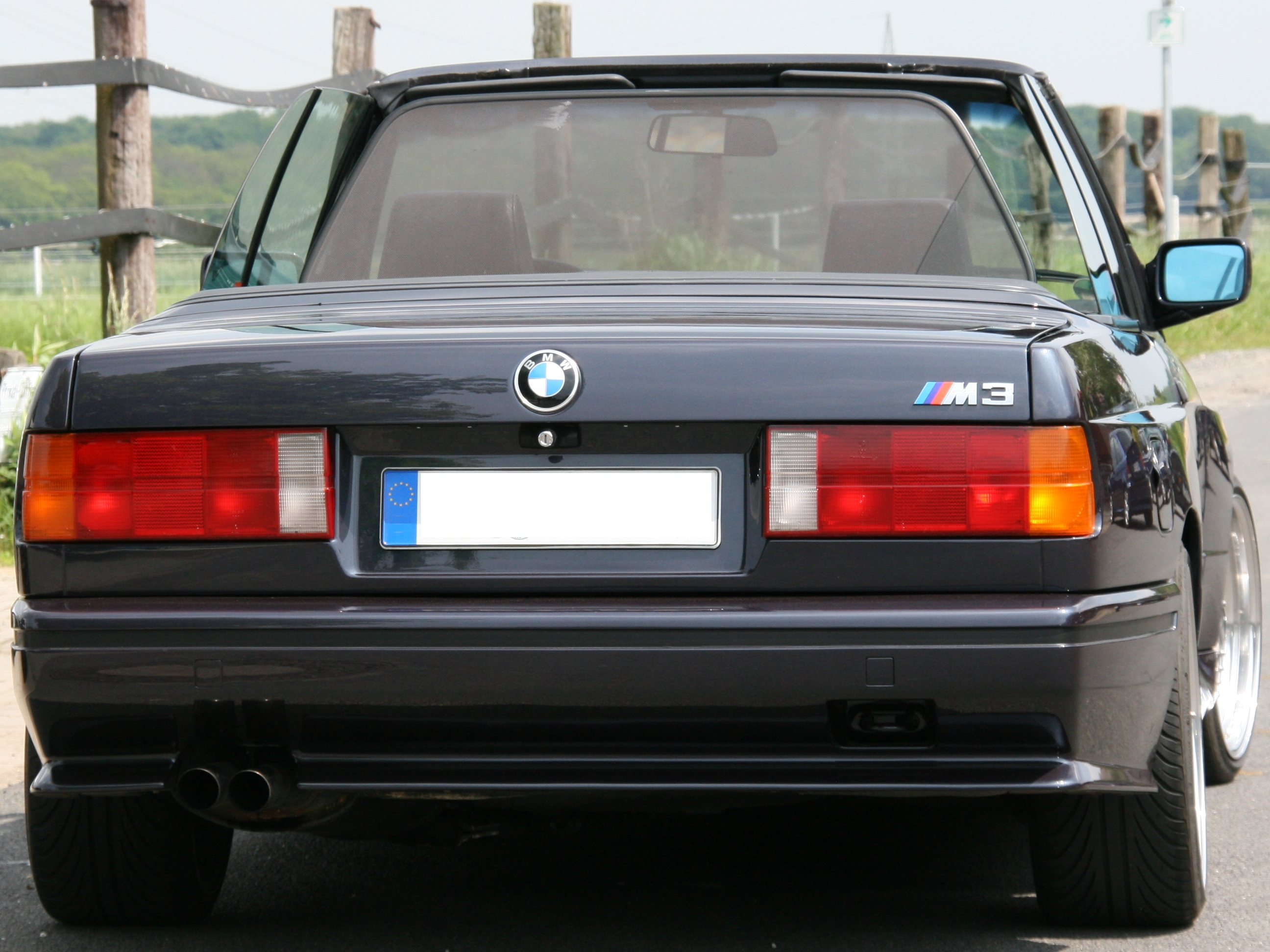
Vue arrière

### Touring
La variante break (E30/5 en interne), basée sur la berline quatre portes, a été présentée avec le deuxième lifting en septembre 1987 pour le début de l'année modèle 1988.
Contrairement à son prédécesseur, le Touring de la Série 02, le Touring de la Série 3 a été accueilli avec enthousiasme par le groupe cible. Il était disponible en tant que 320i, 325i et 325ix, suivi plus tard par les 324td, 318i et le petit 316i. Il se caractérise par un compartiment de chargement presque plat et finement recouvert de moquette et des passages de roue entièrement recouverts avec des compartiments de rangement intégrés et des boîtes pour le système audio. La banquette arrière était divisée en deux et pliable. Un autre compartiment de chargement sous un couvercle dans le coffre faisait partie de l'équipement, tout comme un système d'essuie-glace/lave-glace pour la lunette arrière. Les larges feux arrière étaient fixes, la partie basse du hayon ne s’ouvrait que sur la largeur de la plaque d'immatriculation jusqu'au niveau de la ceinture de caisse, ce qui rendait parfois le chargement et le déchargement difficiles.
Au cours des dernières années modèles, la gamme Touring a été complétée par les modèles spéciaux Design Edition.
La production de la première Série 3 Touring s'est terminée au printemps 1994.

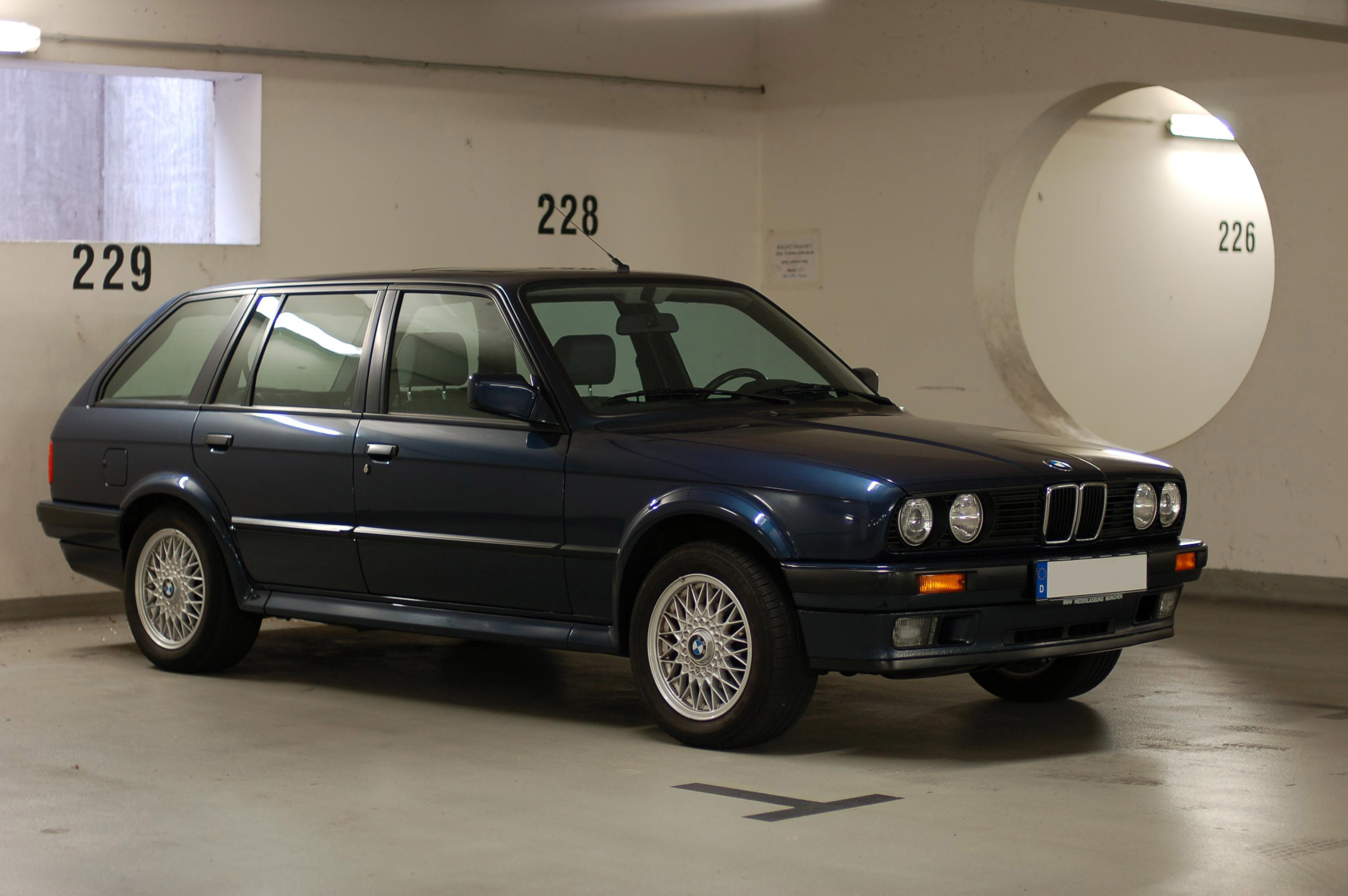
BMW 325ix Touring
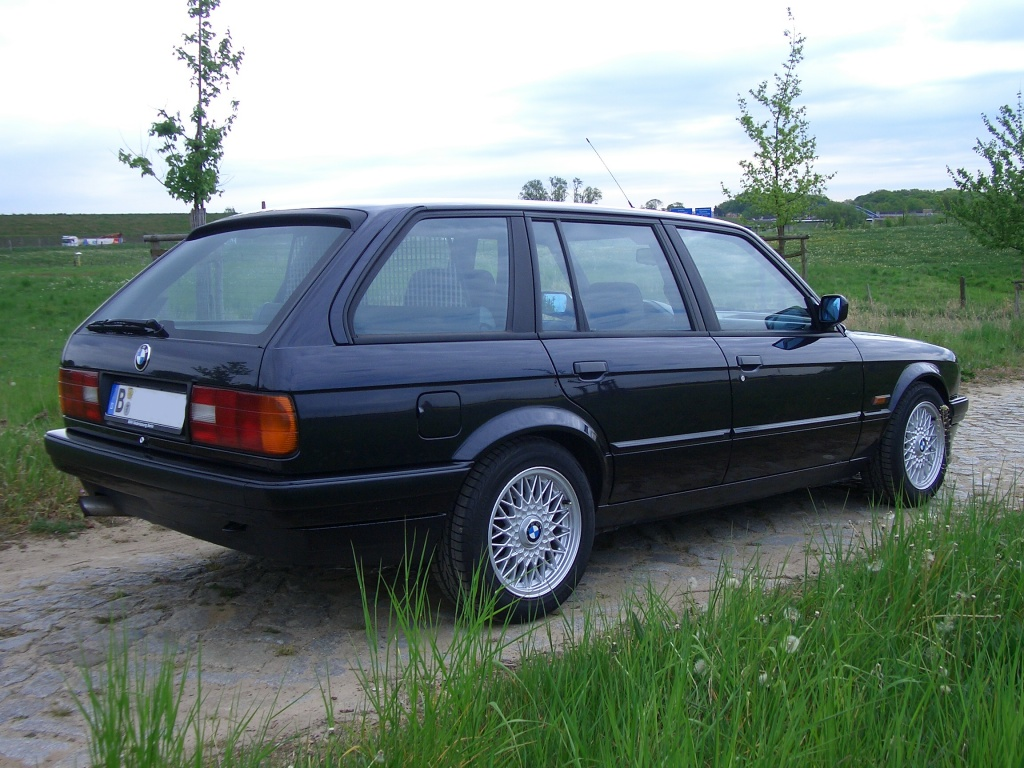
BMW 318i Touring "Design Edition"

## Séries spéciales

### 320i "S" Edition
La 320i "S" Edition a été construite en 1985 en tant que modèle spécial en série limité. C’était une berline 2 portes peinte en noir diamant métallisé avec une boîte de vitesses manuelle.
L’étendue de l’équipement inclus :
- Un spoiler avant et un spoiler arrière
- Shadowline, c’est-à-dire que toutes les pièces chromées, à l’exception des haricots, des gouttières et des rebords de fenêtres, étaient noircies, même l’antenne radio
- Vitrage isolant thermique vert
- Toit ouvrant en acier à manivelle
- Volant sport en cuir
- Pommeau de levier de vitesse en cuir
- Intérieur en anthracite
- Châssis M-Technic avec amortisseurs à pression de gaz et stabilisateurs plus durs

Les modèles se reconnaissaient aux jantes "Styling E30" de 14 pouces en alliage léger spécialement polies sur des pneus 195/65 et aux bandes décoratives latérales au-dessus de la ceinture de caisse. Comme nouveauté, un moteur de 320i révisé de 129 ch et 174 N m a été installé ici à la place du moteur de 125 ch.

### 318i Edition
Le modèle 318i Edition a été lancé en mai 1987 à la fin de "l’ère du chrome". Elle était initialement disponible en berline deux et quatre portes, moyennant le supplément habituel pour la peinture métallisée, elle était disponible avec les couleurs métallisées argent saumon, dauphin, noir diamant et également avec les couleurs unies blanc alpin et vermillon à partir de juin. Toutes les pièces chromées, à l’exception des haricots, des gouttières et des rebords de fenêtres, étaient noircies. Les pare-chocs et les rétroviseurs extérieurs étaient peints couleur carrosserie. De plus, un bas de caisse avant couleur carrosserie et un aileron arrière, qui est toujours peint en noir quelle que soit la couleur extérieure, ont été installés. La suspension standard a été remplacée par la suspension M-Technic. Des vitrages isolants verts sur toutes les fenêtres faisaient tout autant partie de l’équipement que le volant sport en cuir à 3 branches, le pommeau de levier de vitesses en cuir, le rétroviseur extérieur droit à réglage électrique, les jantes de style "Gullydeckel" 6x14 ET35 en alliage sur des pneus 195/65R14 et le compte-tours avec affichage de la consommation de carburant. L’intérieur en anthracite a été conservé. Le prix de la finition était de 2 200 Deutsche Mark.

### Executive Edition
À la fin de la production des berlines deux et quatre portes, un équipement spécial pour les 318i, 320i, 325i, 325iX et 324td était proposé, caractérisé par de nombreux extras intégrés. Si la couleur intérieure est sélectionnée en conséquence, les pièces intérieures de couleur coordonnée utilisées uniquement ici, qui sont éventuellement traitées dans les couleurs argent ou indigo (au lieu du noir "habituel"), sont frappantes. Contrairement à la couleur intérieure de série ou anthracite, l’ensemble de la console centrale, les parties inférieures du tableau de bord, la garniture du montant B, les soufflets du levier de vitesse et du frein à main et, à partir de la 320i, les ceintures de sécurité ont également été conçus avec la couleur intérieure. Enfin, sur les modèles à moteurs six cylindres, les ceintures étaient pourvues d’un bord contrasté sombre. Les tissus d’ameublement des modèles à moteurs six cylindres n’étaient disponibles qu’avec le soi-disant "velours à fines rayures", qui était utilisé sur les panneaux centraux des sièges et les inserts de porte en textile. Les modèles 318i avaient différents tissus de rembourrage selon la couleur du rembourrage des sièges avec des rayures horizontales d’environ 0,5 cm de large sur le panneau central en anthracite ou indigo. Les traversins latéraux étaient recouverts de velours lisse, tout comme le reste du siège de la 320i. Dans la 318i, seules les surfaces des sièges et les traversins latéraux en étaient recouverts et, comme on le sait d’après les modèles standard, le reste était recouvert de cuir artificiel noir. Les modèles à moteurs 6 cylindres essence reçoivent un pavillon de toit textile, la 318 a un pavillon de toit jusqu’au-dessus du rétroviseur (impossible dans les modèles à moteurs 6 cylindres à cause du Check Control de série). Tous les modèles Executive étaient les seules modèles post-lifting dont le couvercle de refroidisseur d’huile fermé (318i, 320i) ou ouvert (324td, 325i, 325iX) était monté d’usine couleur carrosserie. Dans tous les autres modèles, ce panneau était toujours noir.
La portée de l’équipement comprenait le Shadowline de la 318i, jantes BMW 6Jx14 en alliage sur des pneus 195/65R14, vitrage isolant thermique vert, feux de brouillard, un tuyau d’échappement noir, système de verrouillage centralisé, tissu d’ameublement de meilleure qualité et considérablement amélioré, intérieur de couleur assortie, volant sport en cuir, radio BMW Bavaria C II, porte-cassette, affichage de la température extérieure et un plus grand réservoir de 62 litres, autrement uniquement utilisé pour les modèles à moteurs six cylindres. Parmi les équipements à partir de la 320i, peinture métallisée, composants aérodynamiques peints couleur carrosserie, jantes BMW 6Jx14 en alliage (324td), jantes BMW 6,5Jx14 à branches croisées en alliage avec bords de jante peint en rouge (également bord de jante brillant sur la 325i), embouts d’échappement chromés (sauf 324td), accoudoir central à l’arrière, radio BMW Bavaria C Reverse II, vitres électriques à l’avant, emblème du bouton de l’interrupteur lumineux, éclairage intérieur automatique, doublure de couvercle de coffre et contrôle électronique de la température à partir de la 325i, chauffage des rétroviseurs extérieurs, de la serrure de la porte conducteur, des sièges et des gicleurs de lave-glace pour la 325iX, sac à skis et système de lave-phares ajouté.

### Design Edition
Au cours des deux dernières années de la période de construction, le Touring n’était produit qu’en 316i et 318i et le cabriolet en 318i et, contrairement aux modèles standard, ils ont également été proposés avec l’équipement spécial "Design Edition" particulièrement attrayant et complet. Cela se caractérisait par des finitions de peinture spéciales et un intérieur assorti à la couleur extérieure.
Dès 1991, la 318i cabriolet est apparue en Design Edition avec les couleurs spéciales Neongrün et Neonblau. Les centres des sièges/panneaux de porte ont été conçus en vert fluo chiné ou en bleu fluo chiné pour correspondre à la couleur extérieure. De plus, les véhicules ont été améliorés d’usine avec les options suivantes : jantes à rayons croisés en alliage léger sur des pneus 205/55 R15, volant sport/pommeau de levier de vitesses en cuir, suspension M-Technic et Shadowline. Dans cette première Design Edition, les étoiles de la jante étaient également peintes dans la couleur du véhicule.
Pour l’année modèle 1992, la Design Edition a été complétée par deux couleurs supplémentaires, Mugellorot et Daytonaviolett, et encore améliorée par une gamme d’équipements étendue (ABS, capot moteur électrique, châssis M-Technic, verrouillage centralisé).
Fin 1992, il y avait la version finale de la 318i cabriolet Design Edition avec des équipements encore améliorés (cuir Walknappa Bi-Color, sièges chauffants, antibrouillards, radio Bavaria C Reverse RDS), trois couleurs, Mugellorot, Daytonaviolett et Mauritiusblau, avec les panneaux centraux des sièges de couleur correspondant à la peinture extérieure.
Pour le Touring, les finitions de peinture étaient Mugellorot, Daytonaviolett-metallic, Mauritiusblau-metallic et Lagunengrün-metallic avec les couleurs intérieures correspondantes ou Micaschwarz et Sterlingsilber-metallic ou quatre autres couleurs intérieures librement sélectionnables. La base des tissus pour l’intérieur était une housse de couleur anthracite, qui était tachetée de rouge, violet, bleu ou vert sur les panneaux centraux des sièges. Le passepoil entre le cuir artificiel noir sur le côté et les traversins de siège de couleur anthracite portait également la même couleur de base. Les panneaux de porte étaient équipés d’inserts en tissu chiné utilisés sur les panneaux centraux des sièges de la même manière que dans les modèles à moteurs six cylindres. Le Touring Design Edition comprenait un volant en cuir avec airbag (sur toutes la gamme E30 à partir de 9/92) et un pommeau de levier de vitesses en cuir, sièges sport, toit ouvrant mécanique, jantes BBS à rayons croisés en aluminium de 15 pouces sur des pneus 205/55 R15, rétroviseurs extérieurs chauffants (serrure de porte conducteur chauffante et gicleurs de lave-glace chauffants inclus), feux de brouillard, système de verrouillage centralisé, tachymètre, radio BMW Bavaria CIII et pavillon en anthracite.

### 325i cabriolet M-Technic Edition
En 1988, une édition spéciale a été lancée pour la 325i cabriolet, nom de code interne SA 791. Celle-ci était disponible avec les peintures spéciales Macaoblaumetallic ou Nogarosilbermetallic et elle avait un intérieur entièrement en cuir Walknappa Silber ou Schwarz, avec les portes, les poches de porte, les panneaux latéraux arrière, la console centrale et une partie du couvercle du compartiment de la capote à côté des sièges recouvert de cuir. L’équipement a été complété par un châssis M-Technic II, des jantes à rayons croisés de 15 pouces, une commande de capote électro-hydraulique, un volant sport en cuir, Shadowline et pommeau de levier de vitesses en cuir.

### M-Technic Luxus Edition
De juin 1990 à octobre 1990, un équipement fortement amélioré a été proposé pendant une durée limitée (mais en nombre non limité) pour la 325i cabriolet en plus de la finition sport M-Technic. Les termes First Edition et Last Edition sont souvent utilisés pour cela.
L’étendue de l’équipement inclus, en plus des peintures spéciales Macaoblau et Sebringgraumetallic, un intérieur entièrement en cuir (portes, poches de porte, poignées de porte, panneaux latéraux, console centrale, cendrier, couvercle du compartiment de la capote, plaque d’impact du volant, soufflet du frein à main) Walknappa noir ou argent. Les sections centrales des housses de siège ont été conçues dans une "structure textile tissée Nappa". L’actionnement électromécanique de la capote, les étoiles de jante peintes en Nogarosilber, les garnitures du couvercle de coffre et les seuils de porte avec lettrage M-Technic complètent cette vaste liste d’option.
De mars à octobre 1991, il y a eu une autre édition limitée dans le temps de cette finition avec la même gamme d’équipements. De plus, les finitions de peinture Lagunengrün, Mauritiusblau et Calypsorotmetallic, ainsi que la troisième couleur intérieure Lotosweiß, étaient désormais disponibles.
En juillet 1992, une troisième très petite édition de cette finition est sortie. Il existe 20 cabriolets exclusivement en Alpinweiß II avec un équipement Lotosweiß et elle est donc la plus petite série spéciale de l’E30 jamais réalisée.
Le supplément pour la finition était de 14 300 Deutsche Mark.

## Finitions d’équipements
- Shadow Line : cet équipement spécial a été introduit en Allemagne début 1986. À l’exception de la calandre spécifique à la marque, toutes les pièces chromées sont devenues noires et les rétroviseurs et les pare-chocs étaient peints couleur carrosserie. Cependant, le choix de couleur était toujours limité avec cette option. Initialement, les finitions de peinture disponibles étaient les nuances métalliques Lachssilber, Delphin et Diamantschwarz. En 1988, Alpinweiß II et Zinnoberrot ont élargi cette option. En 1989, Lachssilber a été remplacé par Sterlingsilber et Zinnoberrot par Brillantrot. En 1991, Delphin a été remplacé par Granitsilber.

Les modèles 318is, 320is deux portes, M3 et le Touring (sélection de couleurs étendue pour le Touring) n’étaient disponibles qu’avec la finition Shadow Line.
Sur demande spéciale, pour les modèles en dehors de l’Allemagne et pour presque tous les modèles, la finition Shadow Line pouvait également être combinée avec d’autres couleurs.
- Finition Sport : jusqu’en août 1987, une finition avec une technologie plus sportive (châssis M-Technic, jantes de 14" en aluminium) et un design extérieur modifié (spoiler avant et arrière couleur carrosserie, éléments de la finition Shadow Line, peinture métallisée en Diamantschwartz, Lachssilber ou Delphin ou teintée en vert) était disponible. À partir de septembre 1987, cet ensemble était en option sur les 320i et 324td berlines 2 et 4 portes. Pour le marché américain, les modèles 325e deux portes avec la finition Sport s’appelaient 325es, qui comportaient également des vitres électriques, l’ordinateur de bord et un système hi-fi de série[4].

- Finition sportive M Technic : la finition sportive "M Technic" était disponible pour la 325i berline jusqu’en août 1987; Elle se composait de tabliers avant et arrière montés sous les pare-chocs et peints couleur carrosserie, de jupes latérales et d’un aileron arrière en deux parties un peu plus volumineux avec un insert en plastique qui était également peint. Autres détails tels que des éléments de la finition Shadow Line (choix de couleurs limité, voir ci-dessus), volant sport M Technic en cuir, jantes de 15" en alliage avec rayons croisés sur des pneus 205/55VR15, châssis sport "M Technic", fenêtre thermique verte, sièges sport, pavillon en anthracite, pommeau de levier de vitesses et soufflet en cuir, un rétroviseur intérieur avec liseuses et un éclairage intérieur automatique complète cette vaste option.

À partir de septembre 1987, la finition sportive "M Technic" (également appelée "M-Technic II") avec le même équipement a ensuite été optiquement adaptée à la carrosserie modifiée (pare-chocs avant spécial, tablier avant, pare-chocs arrière avec tablier intégré, protections sur les portes et les ailes avant ainsi que protections en deux parties sur le bas de caisse et les ailes arrière) pour la 325i berline.
À partir de 1990, la finition "M Technic" était également disponible pour les 318is (avec phares antibrouillard, qui étaient de série sur la 325), 325i cabriolet (également sous le nom "M-Technic II" pour la version pré-lifting encore construite à l’époque) et 325i Touring. Au cours de cette période, le volant sport M Technic en cuir a également été remplacé par un volant sport "M Technic II" en cuir. Le Touring avait un becquet de toit plus grand au lieu de la petite lèvre de spoiler. Au lieu de la suspension sport M-Technic, qui n’était pas disponible pour le Touring, elle n’étaient équipées que de la suspension standard. Moyennant un supplément, un "réglage sportif de la suspension avec contrôle de niveau" était disponible pour le Touring. De plus, le Touring MT2 n’était pas équipé du "pavillon anthracite" comme les berlines MT2. Le rétroviseur intérieur avec liseuses et l’aileron arrière ont été omis sur le cabriolet, mais il était également disponible en Granitsilbermetallic. La 320iS deux portes était toujours équipée d’usine de la finition "M Technic".

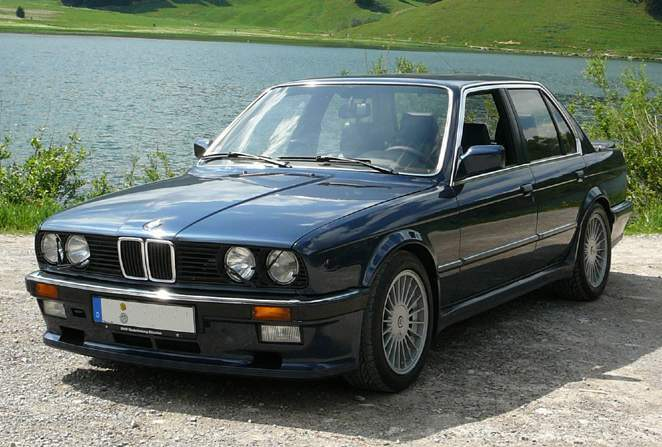
BMW 325i avec finition aérodynamique M Technic (1986–1987)
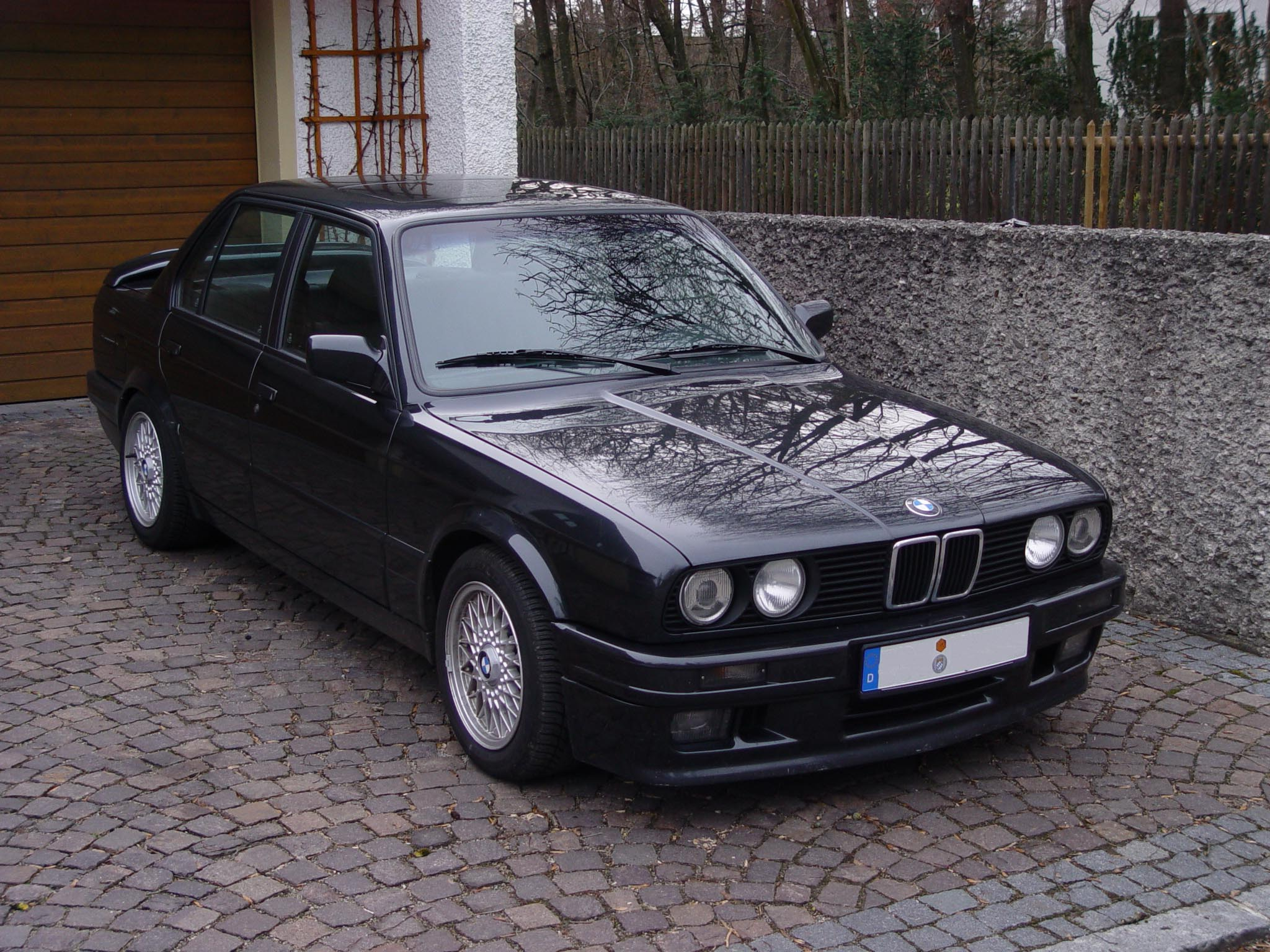
BMW 325i avec finition sportive M Technic (1987–1991)
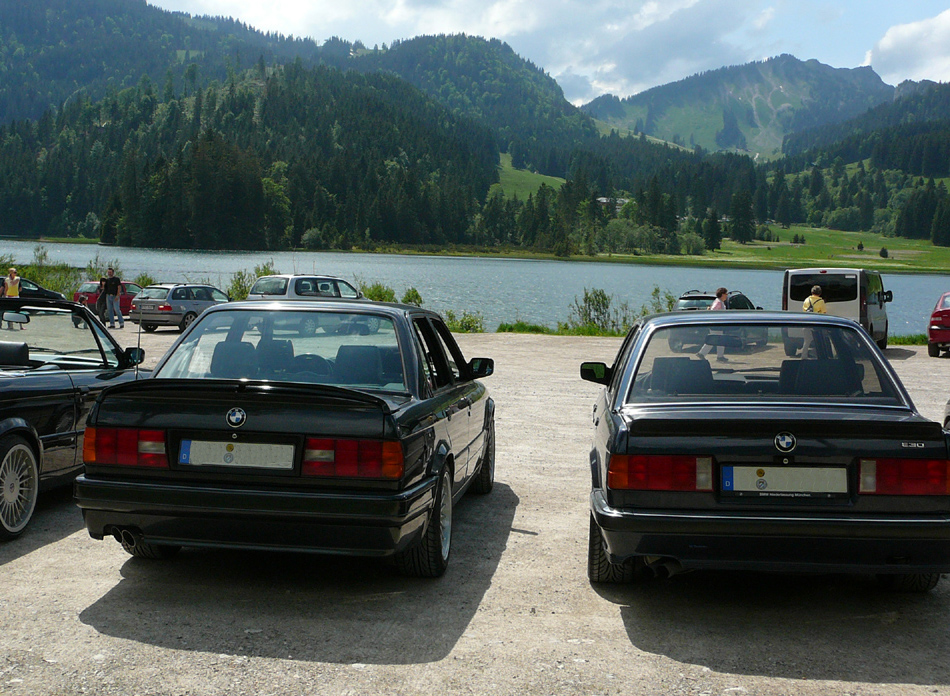
BMW Série 3 avec finition aérodynamique M Technic (à droite) et avec finition sportive (à gauche)
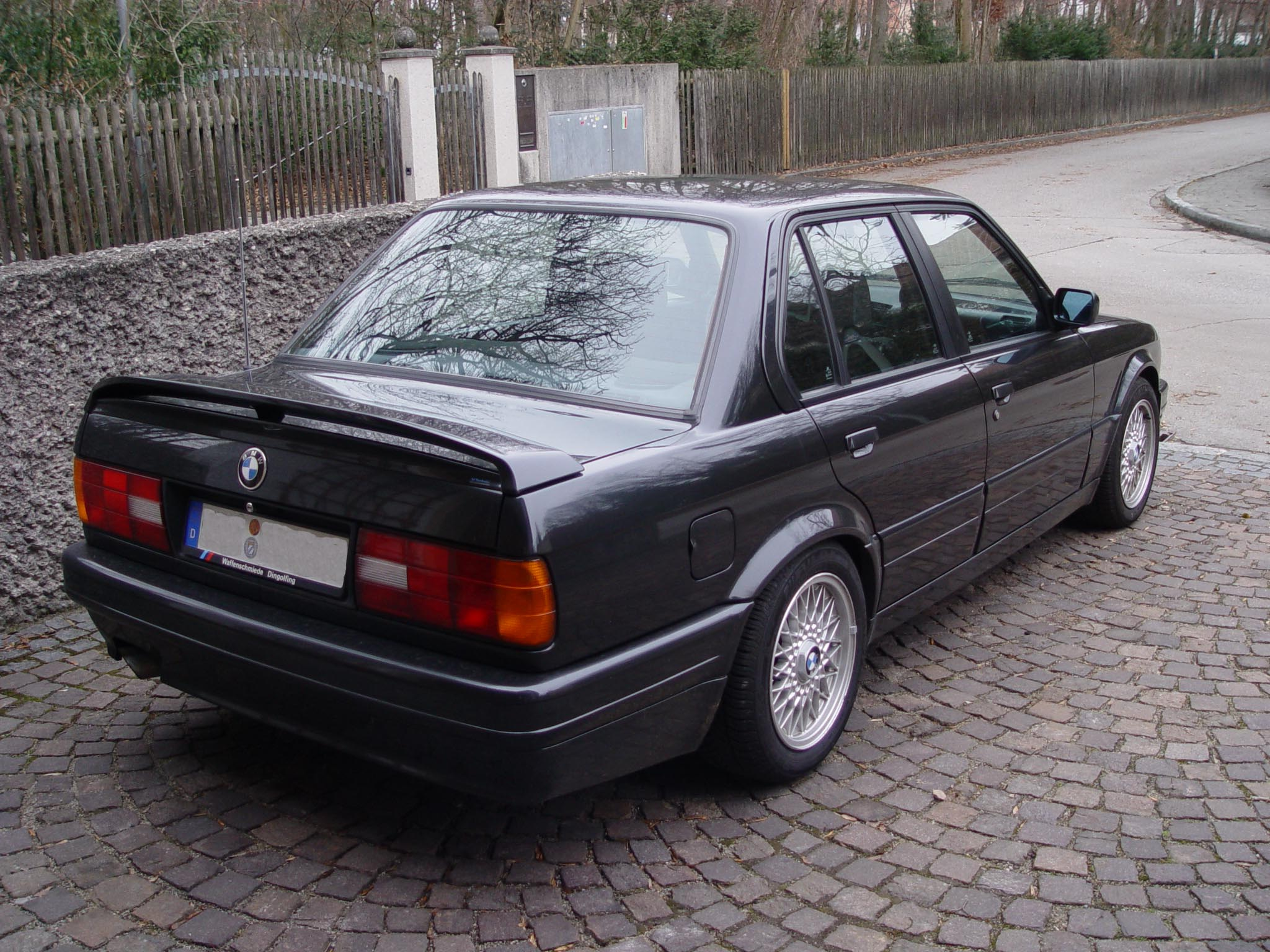
Vue arrière de la 325i avec finition sportive M Technic

## Transmission électrique
En 1987, dans le cadre du projet de recherche "Voiture électrique avec batterie à haute énergie", huit BMW 325iX ont été converties en traction avant électrique. Ces véhicules étaient équipés de batteries sodium-soufre sans entretien d’ABB d’une capacité de 22 kWh et d’une masse de 265 kg. Un moteur Shunt CC d’ABB de 22 kW (30 ch) a été utilisé comme moteur. L’autonomie en circulation urbaine était de 150 km, la vitesse de pointe était de 100 km/h. La transmission électronique et la gestion de la batterie, qui étaient nouveaux à l’époque, permettaient une recharge entièrement automatique de la batterie sur une prise. Contrairement aux premiers véhicules électriques expérimentaux de BMW, l’E30 à propulsion électrique a d’abord été remis aux clients finaux (par exemple la Deutsche Bundespost pour le service de livraison, les autorités de l’État et les municipalités en tant que citadine) pour des tests pratiques dans un usage quotidien. Contrairement aux véhicules électriques d’aujourd’hui, il n’y avait pas de chauffage électrique, les véhicules avaient un chauffe-eau alimenté au gazole.

## Sécurité
Au nom de la National Highway Traffic Safety Administration (NHTSA), un crash test a été effectué le 27 décembre 1990 avec une BMW 318is (E30) de l’année modèle 1991. Elle a été conduite de front dans une barrière plate et indéformable à une vitesse d’impact de 29,5 mph pour déterminer la conformité aux quatre normes fédérales de sécurité des véhicules automobiles (FMVSS). Trois des normes FMVSS testées ont été satisfaites, la FMVSS 208 Occupant Crash Protection n’a pas été satisfaite.
Avec la deuxième génération de la BMW Série 3, un coussin gonflable de sécurité (« airbag ») conducteur était proposé en option pour la première fois dans la familiale routière. Celui-ci est déclenché par deux capteurs d’accélération situés sur les passages de roue avant en cas de collision frontale dans la zone avant sur 120°. Étant donné qu’aucun tendeur de ceinture pyrotechnique n’a été installé dans la deuxième génération de la BMW Série 3 et que le tendeur de ceinture mécanique n’était pas adapté à l’airbag conducteur, ce système n’est pas un système SRS conventionnel, qui peut également être reconnu par le lettrage SRS manquant sur l’unité de l’airbag, les modèles américains sont l’exception, ceux-ci ont un tendeur de ceinture pyrotechnique.
Lors de la période de construction de la deuxième génération de BMW Série 3, deux générations différentes d’airbags ont été installées. Ceux-ci sont différents d’une part en raison de leur conception différente et aussi techniquement en raison d’un mécanisme de pliage amélioré. À partir de l’année modèle 1993 (9/92), le volant en cuir avec airbag était un équipement standard sur tous les modèles d’E30 en combinaison avec un pommeau de levier de vitesses en cuir.

## L’E30 en sport automobile

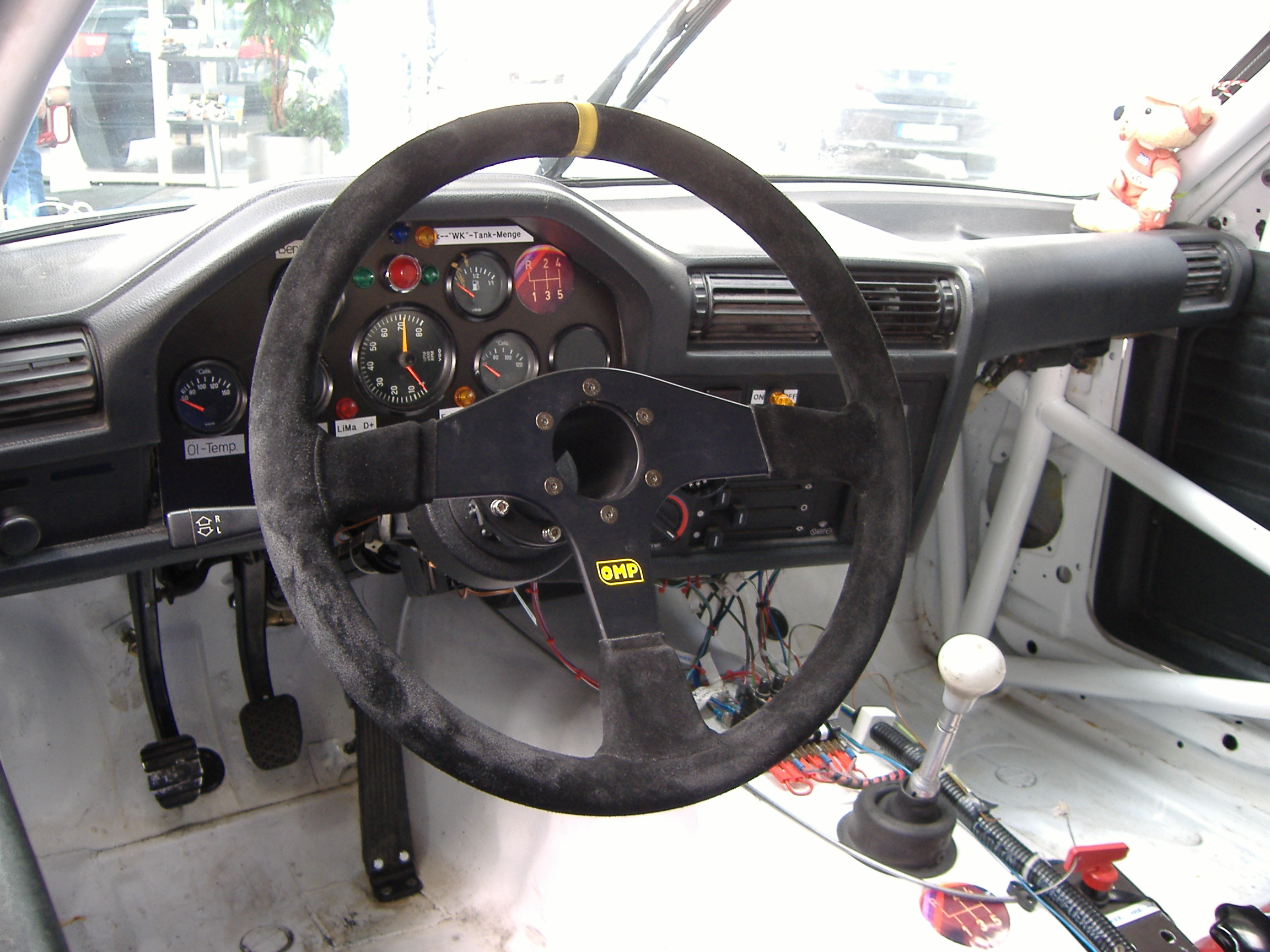
Cockpit d’une E30 version de course

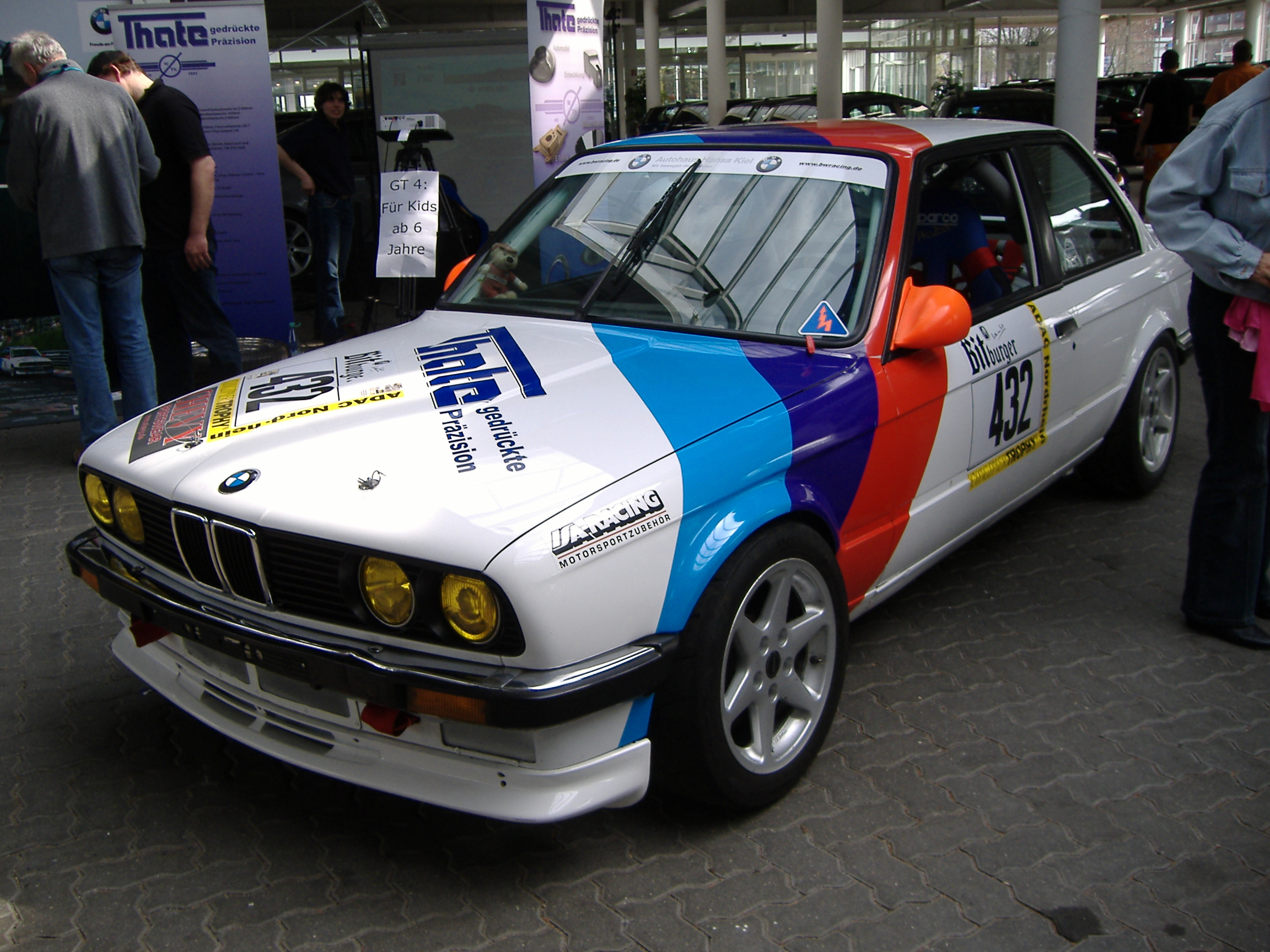
BMW E30 pour le sport mécanique

En 1986, la course des 24 Heures du Nürburgring a été remportée avec une 325i. Ensuite, la M3 a été utilisée, qui a remportée les 24 h quatre fois de suite de 1989 à 1992. La M3 a également été conduite par Steve Soper (calandre à prédominance noire et bleue), Johnny Cecotto (calandre rouge) et Roberto Ravaglia (calandre à prédominance noire) dans le championnat allemand de voitures de tourisme, Roberto Ravaglia devenant champion en 1989. En raison des succès de ces pilotes dans le Championnat d’Europe des voitures de tourisme et le Championnat du monde des voitures de tourisme, des modèles spéciaux portent leur nom.
Introduite en 1989, la 318is était dotée de la technologie à quatre soupapes et du système de freinage plus grand de la 325i. Cette variante est encore souvent utilisée aujourd’hui dans le sport mécanique en raison du meilleur rapport qualité-prix, par exemple dans les rallyes, où le véhicule à propulsion arrière est particulièrement adapté.